# هوغوورتس
مدرسة هوغوورتس للسحر والشعوذة، للاختصار هوغوورتس، هي مدرسة بريطانية سحرية خيالية في سلسلة هاري بوتر للمؤلفة البريطانية ج. ك. رولينغ.
هوغوورتس هي مدرسة السحر الوحيدة في بريطانيا لتدريب الأشخاص ذوي القدرات السحرية، وتخريج سحرة وساحرات على درجة عالية من الآهلية والتخصص السحري. تعمل هذه المدرسة كمدرسة ثانوية ومدرسة داخلية في الوقت عينه، وتستضيف التلامذة من سن إحدى عشرة سنة إلى سبع عشرة سنة، خلال سبع سنوات دراسية يمر التلاميذ أثنائها بامتحانين مُهِمينْ هما امتحان مستوى السحر الاعتيادي في نهاية السنة الخامسة، وامتحان الشهادة العليا في نهاية السنة السابعة يؤثران على مستقبل تلاميذ المدرسة.
هناك مدارس سحرية أخرى ذُكرت في الرواية كمدرسة بوباتون السحرية التي تقع في فرنسا، ومعهد دارمسترانغ السحري الذي يقع في مكان غير معروف يُعتقد أنه بلغاريا أو منطقة في مركز أوروبا الشرقية، وظهرت هاتان المدرستان في الكتاب الرابع هاري بوتر وكأس النار. وهناك مدرسة «إلفيرمورني» للسحر والشعوذة في أمريكا الشمالية حكت عنها رولينج في مقالاتها المعنونة «السحر في أميركا الشمالية». وذُكرت أيضًا مدرسة غير مسماة في البرازيل.
تختلف أنظمة المدارس الأخرى عن هوغوورتس، في المباني وأنظمة التدريس والامتحانات، وسنوات الدراسة والتخصص، كما أن التعليم السحري ممكن بالمراسلة في أماكن أخرى تعرض هذه الخدمات.

## التاريخ

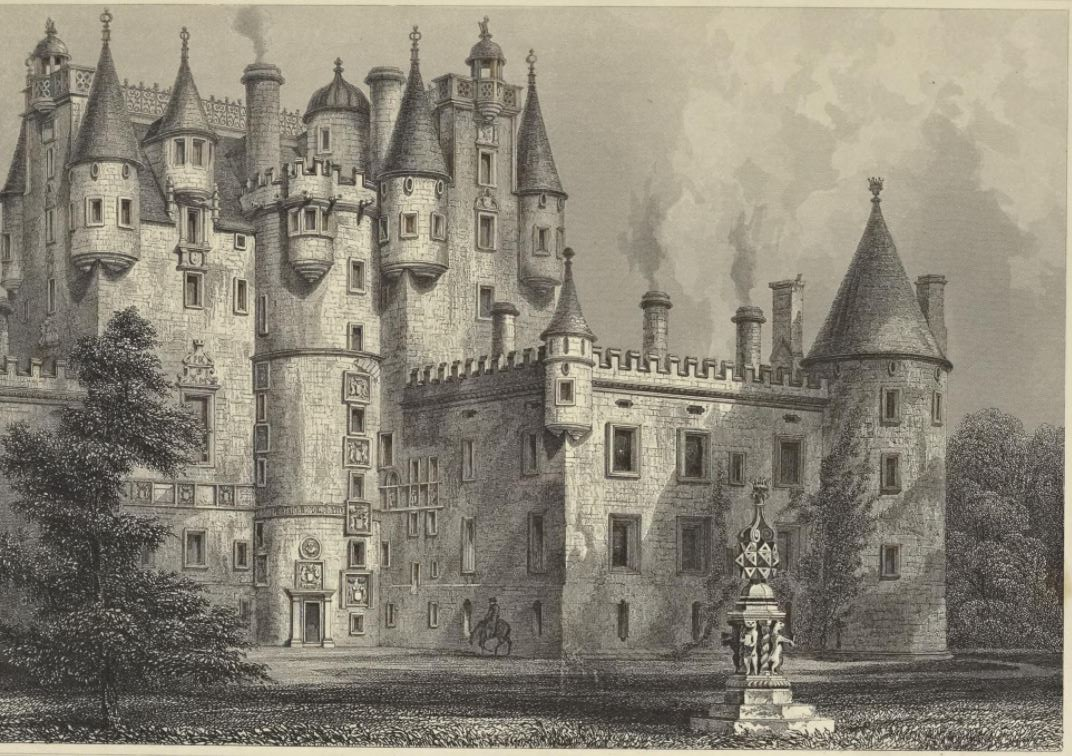
قلعة جلاميس (المصورة هنا عام 1852) وأشباحها ربما ألهمت جيه كيه رولينج.

### الفكرة الأولية والإلهام
منذ بدايات هاري بوتر في عام 1990، تصورت ج. ك. رولينج قصة ملحمية في سبعة مجلدات، كل مجلد - باستثناء الجزء الأخير - يتعلق بسنة قضتها في مدرسة السحر في هوجورتس. في مقابلة مع «ليندسي فريزر» عام 2000، أشارت رولينج إلى أن هوجورتس كانت أول ما ركزت عليه في اليوم الذي خطرت على بالها فكرة شخصية هاري بوتر. ثم تخيلت «مكانًا خطيرًا يسود فيه النظام»، يقع في مكان منعزل، مثلًا في اسكتلندا (تكريمًا لمكان زفاف والديها).
تقول ج. ك. رولينج إنها لم ترَ أبدًا قلعة حالية يمكن مقارنتها بهوغوورتس أو كان من الممكن أن تكون مصدر إلهام لها، على الرغم من أنها اعترفت في عام 2000 بأنها قادرة على «[شرح] الكثير من الأشياء» من خلال التفكير في بيئة طفولتها القريبة من بلدة تشيبستو (التي تطل علي قلعة مدمرة فوق قمة منحدر جبلي سحيق). تعتقد المخرجة «كارين بيرين ديبوك»، التي أشارت في حلقة عام 2017 من دعوة إلى رحلة في «اسكتلندا الفنتازية لهاري بوتر» في عام 2017، أن المؤلفة ربما كان استوحت بعض الأفكار من قلعة جلاميس وأشباحها؛ بجوار قلعة إدنبرة، الواقعة مقابل المقهى حيث كانت تستقر في الكتابة، أو بجوار مدرسة جوردونستون الداخلية.
لقد استغرقت رولينج خمس سنوات لتأسيس هذا العالم الفنتازي. حيث جعلت من هوجورتس قلعة من القرون الوسطى ثابتة عبر الزمن وعالقة في ذلك العصر، مثل بعض المدارس الداخلية الإنجليزية. يستخدم التلاميذ ريشات قديمة الطراز للكتابة على اللفائف الورقية المستعملة في العصور الوسطى، وتعميق معارفهم من خلال الرجوع إلى الكتب القديمة بشكل أساسي في مكتبة المدرسة  وكما أن الرسائل ما زالت تُختم بالشمع. أي تقنية حديثة موصوفة في ذلك الوقت (الهواتف، أجهزة الكمبيوتر، إلخ) الموجودة في عالم «موجلز» (العامة أو غير السحرة) المجاور والمعاصر، تظل غائبة تمامًا داخل هذه المؤسسة السحرية حيث لا يمكن لأي جهاز إلكتروني أن يعمل هناك.

### التسمية
الاسم الإنجليزي هوغوورت Hogwort هو اسم مجموعة متنوعة من الزنابق تقدرها المؤلفة بشكل خاص. في اللغة الإنجليزية، تعني كلمة هوغ hog «خنزير» وتعني وورتس "warts" الثآليل. من خلال عكس المقطعين تنتج وورتسهوغ "wartshog"، والتي تعني نوع من الخنازير البرية التي تعيش في السافانا الإفريقية وهو الخنزير الثؤلولي الصحراوي.

### التاريخ الداخلي

#### عصر المؤسسين

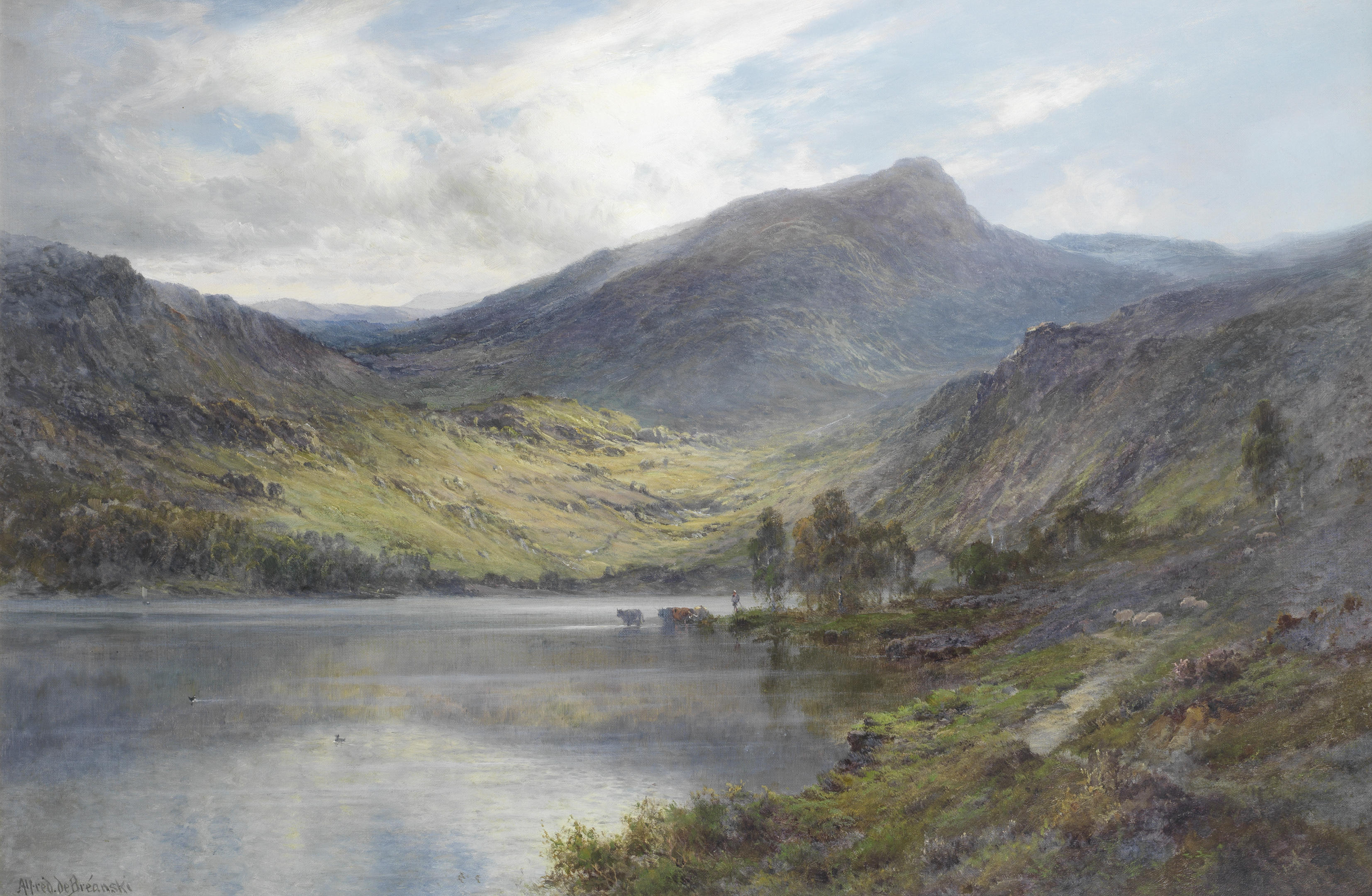
كانت روينا رافنكلو تحلم بخنزير ثؤلولي يقودها إلى مرتفعات اسكتلندا، حيث قرر المؤسسون أخيرًا بناء القلعة المسماة هوجورتس.

منذ أكثر من ألف عام، عانى السحرة من سوء الفهم والخوف من أشخاص ليس لديهم قوى سحرية المسمون الموجلز أو العامة. قرر أربعة من السحرة الموهوبين بشكل استثنائي - جودريك جريفندور وهيلجا هافلباف وروينا رافنكلو وسالازار سليذرين - تأسيس مدرسة سحرية لتوفير ملاذ للسحرة المضطهدين وتوريث معرفتهم. كانت روينا رافينكلو تحلم بخنزير ثؤلولي يقودها فوق جرف في مرتفعات اسكتلندا. ذهب الأصدقاء الأربعة إلى هناك ووجدوا الموقع المناسب لبناء القلعة التي تهدف إلى إيواء المدرسة. أطلقوا عليه اسم هوغوورتس (Hogwarts) في إشارة إلى الحيوان الفضولي الذي حلمت به روينا رافنكلو ثم ذهبوا بحثًا عن أشخاص لديهم المهارات اللازمة لتعليم السحر.
عندما بدأت طموحات المؤسسين الأربعة تختلف فيما يتعلق باختيار الطلاب المقبولين والمواد التي يتم تدريسها، تم تقسيم المدرسة إلى أربعة منازل منفصلة. من أجل الاختيار بأكبر قدر ممكن من الدقة في المنزل الذي سيتم إرسال كل طالب إليه، قرر جودريك جريفندور استخدام قبعته - التي أعيدت تسميتها «قبعة التنسيق» - والتي سحرها كل من المؤسسين من خلال دمج جزء صغير من عقله فيها. هذا السحر جعل من الممكن المضي قدمًا في حفل التوزيع الأول.

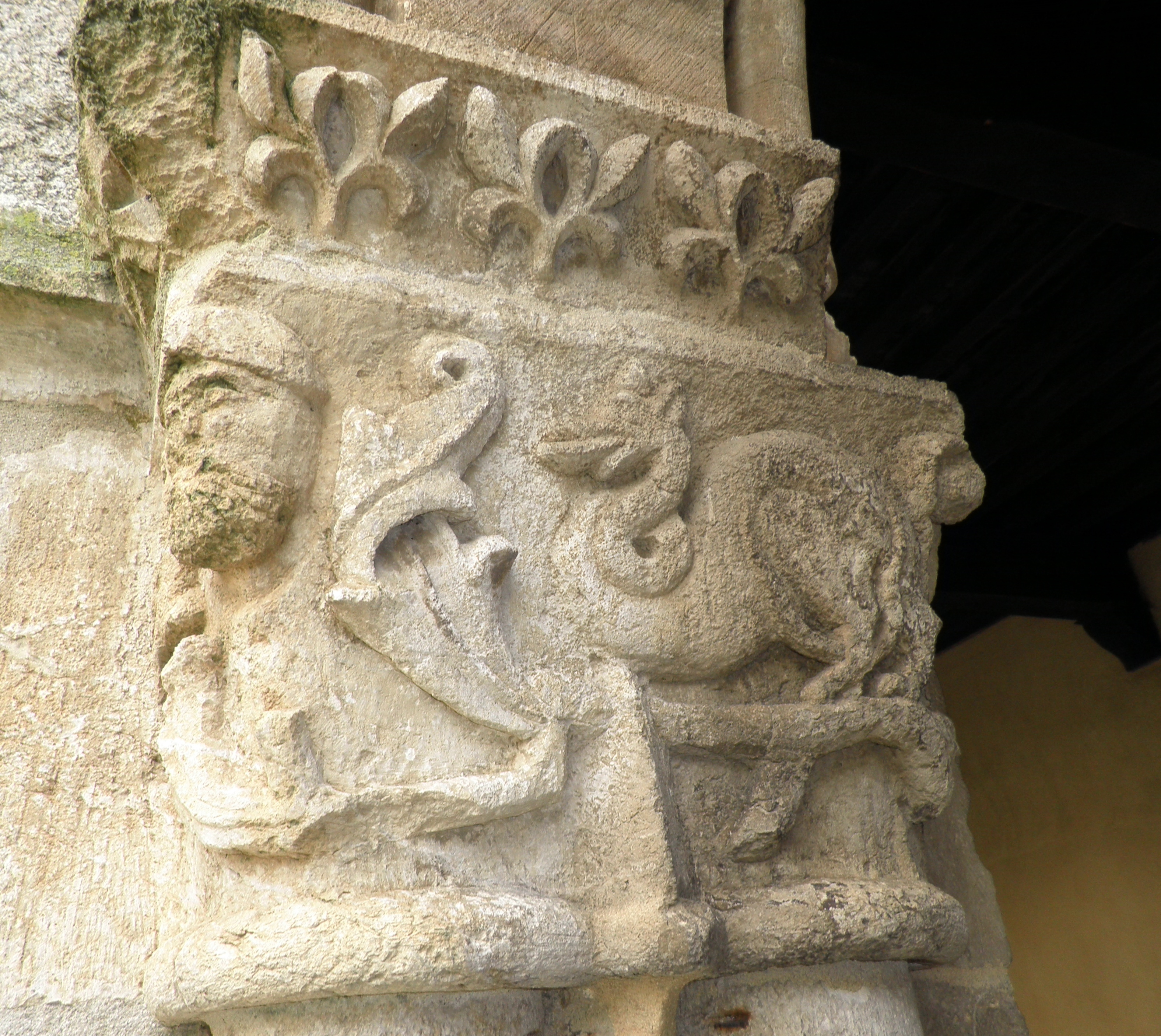
قام سالازار سليذرين ببناء غرفة سرية في الطابق السفلي للقلعة، بهدف إيواء الباسيليسك الذي سيقضي على أبناء الموجلز من المدرسة بعد رحيله.

وبسرعة، أنجزت روينا رافنكلو غرف تغيير الملابس المختلفة في هوجورتس مثل غرفة المتطلبات، وكذلك السلالم المتحركة. شعرت ابنتها، هيلينا، بالغيرة من ذكائها المذهل. سرقت إكليلها الثمين بقدرات غير عادية وهربت إلى ألبانيا حيث أخفت الإكليل. لكن روينا رافنكلو لم تخبر المؤسسين الآخرين. طلبت من بارون أن يعيد ابنتها، لكن الرجل طعن هيلينا في نوبة من الغضب عندما رفضت أن تتبعه، ثم أنهى حياته بنفسه بعد أن قتله الشعور بالذنب. منذ ذلك الحين، يطارد شبح «بارون الدموي» منزل سليذرين، بينما يحتل شبح هيلينا، الملقب بـ «السيدة الرمادية»، منزل رافنكلو، متجولًا في قاعات المدرسة في صمت. أما الإكليل فقد بقي في ألبانيا عدة قرون دون أن يعرف أحد مكان وجوده.
سارع سالازار سليذرين في رفض قبول الأطفال المولودين من أبوين من الموجلز في المدرسة بشكل قاطع، معتبرًا إياهم غير جديرين بدراسة السحر. الفكرة التي عارضها جريفندور بشدة، وتصاعدت التوترات بين المؤسسين. وقفت هفلباف ورافنكلو مع جريفندور، وترك سليذرين المدرسة، بعد أن بنى دون أن يعرف أي شخص غرفة في عمق القلعة، غرفة الأسرار، التي تضم باسيليسكًا عملاقًا لن يتمكن سوى وريثه من العثور عليه. منذ ذلك الوقت، استمرت التوترات بين طلاب منزل جريفندور وسليذرين، لكن لعدة قرون ظلت الغرفة سرية والوحش نائم.
قبل التوقيع على «المدونة الدولية للأسرار السحرية» في عام 1689، كان الطلاب يصلون إلى هوجورتس بواسطة المكانس السحرية، بمساعدة مخلوقات، أو عن طريق الانتقال السحري (مع عواقب وخيمة في بعض الأحيان، لذلك تم حماية القلعة وأراضيها من خلال التعاويذ ضد الانتقال السحري). بعد إنشاء المدونة، تم تركيب بورتكايس (أعراض مسحورة لتنقل من يلمسها في الوقت المحدد إلى مكان محدد) في المملكة المتحدة. ثم كان على الطلاب لمس الأشياء المعنية في وقت محدد للغاية ليتم نقلهم إلى المدرسة. ومع ذلك، فإن العديد من الطلاب لم يجدوا البورتكايس في الوقت المناسب أو كانوا مرضى أثناء استخدام وسيلة النقل هذه. كان لدى الوزيرة السحر أوتالين غامبول، التي تولت مهام منصبها بين عامي 1827 و1835، فكرة قطار يسمح لجميع الطلاب بالصعود إلى محطة كينغز كروس في لندن والوصول بأمان إلى المدرسة. كانت قد سرقت قاطرة بخارية حمراء من الموجلز وأخضعتها لعدة تعديلات سحرية. ثم أصبح هوجورتس إكسبريس وسيلة النقل الإجبارية لجميع الطلاب.

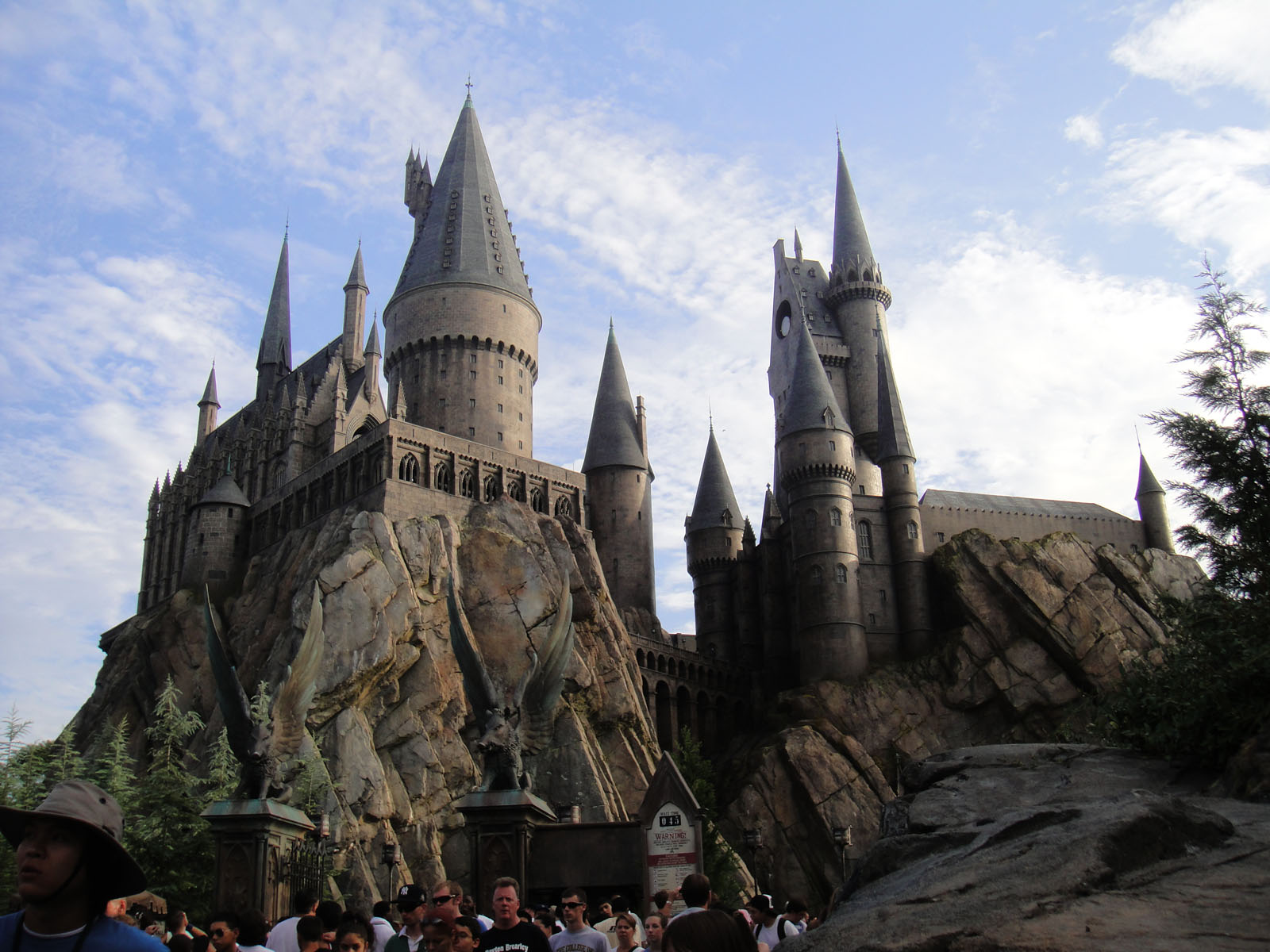
نسخة الفيلم من قلعة هوجورتس في العالم السحري لهاري بوتر.

#### في القرن العشرين

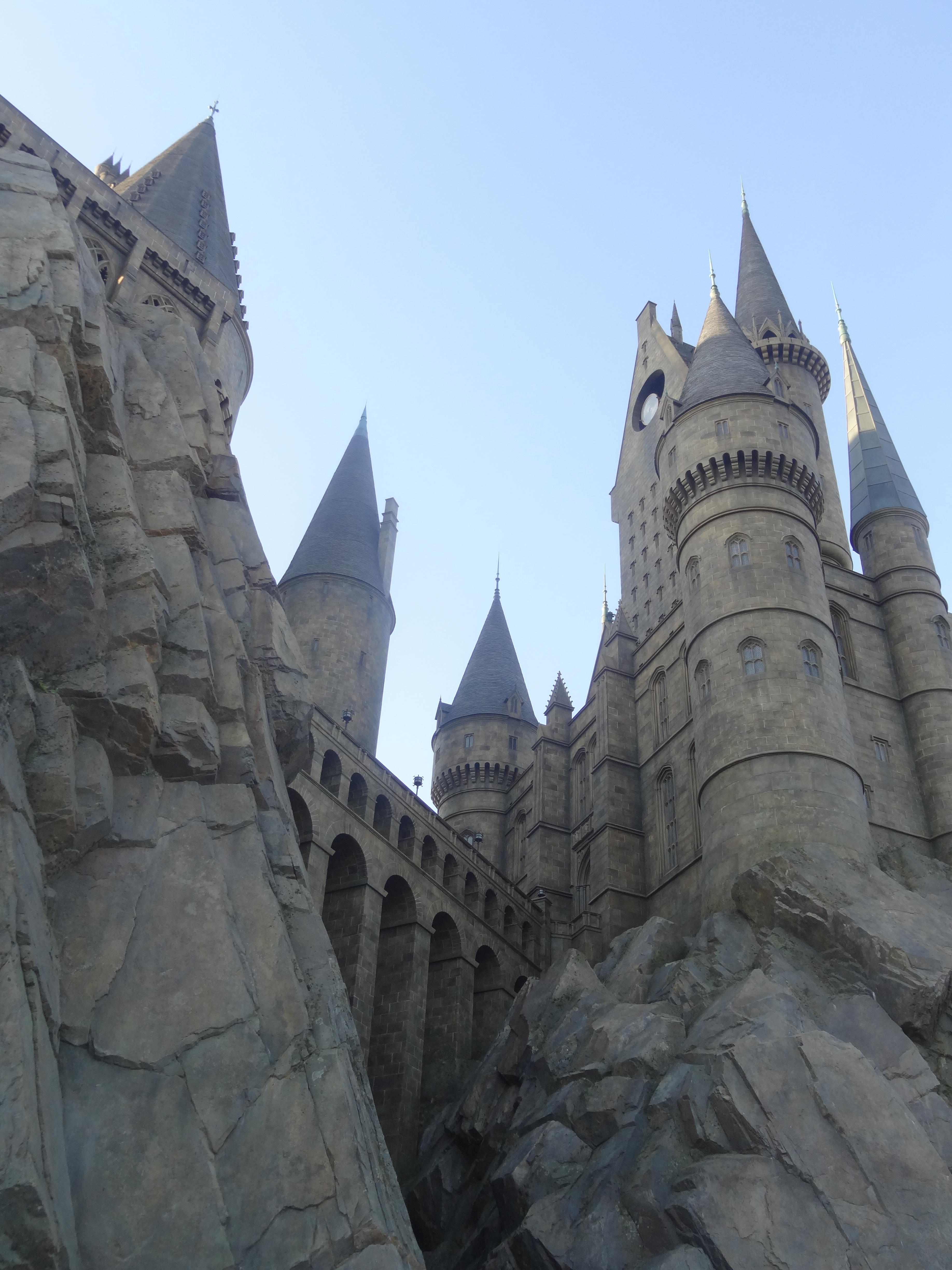
منظر لأبراج القلعة على النسخة المتماثلة في العالم السحري لهاري بوتر، أورلاندو.

في أوائل الأربعينيات من القرن الماضي، بينما كانت المدرسة تحت إشراف الأستاذ أرماندو ديبيت، علم توم ريدل، فتى سليذرين يبلغ من العمر ستة عشر عامًا، عن غرفة الأسرار. واكتشف الممر السري المؤدي إليها وقرر استعادة مبادرة سلفه وإزالة جميع أطفال الموجلز من المدرسة بفضل الباسيليسك الذي يتحكم فيه من خلال التحدث بلغة الثعابين. في يونيو 1943، ارتكب الثعبان العملاق هجومًا مميتًا على طالبة من رافنكلو اسمها ميمي وهي ذاتها ميرتل الناحبة التي كانت تقطن حمام الفتيات وهي على شكل شبح، ونظرت وزارة السحر في إغلاق هوغوورتس إذا لم يتم العثور على أي مسؤول عن الجريمة. بفضل جاذبيته ومكانته كرائد فصل، تمكن ريدل الصغير من إقناع أعضاء هيئة التدريس - باستثناء أستاذ التحويل، ألبوس دمبلدور- بأن المذنب هو روبياس هاجريد، تلميذ جريفندور المحب للوحوش. تم طرد هاجريد ولكن الأستاذ دمبلدور، وهو الشخص الوحيد الذي يؤمن ببراءته، يؤمن له إمكانية البقاء في هوجوورتس ويجد له وظيفة كحارس. أثناء الدردشة مع شبح هيلينا رافينكلو، اكتشف توم ريدل أن إكليل رافنكلو المفقود قد تم إخفاؤه في غابة ألبانية وشرع في البحث عنه في نهاية دراسته ليجعله بعد العثور عليه أحد الهوركروس الخاصة به. وهكذا يختفي الشاب لعدة أشهر.
حوالي عام 1955، خلف ألبوس دمبلدور أرماندو ديبيت وأصبح مدير مدرسة هوجورتس. قام بتعيين مينيرفا ماكجونجال لتحل محله كأستاذة تحويل. يعود توم ريدل إلى المملكة المتحدة بلقب «لورد الظلام» أو «فولدمورت»، ويأتي للبحث عن منصب أستاذ دفاع ضد فنون الظلام مع دمبلدور الذي يرفضه. منذ ذلك الحين، هناك نوع من اللعنة تحوم حول هذا المنصب ولم يتمكن أي أستاذ أن يبقى فيه لأكثر من عام.
في عام 1991، قرر ألبوس دمبلدور والخيميائي نيكولاس فلاميل إخفاء حجر الفيلسوف في أقبية هوجورتس، من أجل منع فولدمورت من استخدامه. الحجر محمي من خلال تعاويذ مختلفة طورها معظم المعلمين الفخريين في المدرسة. يجد ألباس دمبلدور مرآة قديمة في، غرفة المتطلبات، ويستخدمها كحماية نهائية للحجر. يخفي الحجر بداخله بحيث لا يتمكن من استعادته إلا من يرغب في اقتنائه دون استخدامه. سيتم تدمير الحجر في النهاية باتفاق متبادل بين فلاميل ودمبلدور.
في عام 1992، فتحت جيني ويزلي وكانت طالبة في السنة الأولى في منزل جريفندور، تحت تأثير كتاب يوميات توم ريدل وقوته الغريبة، غرفة الأسرار الغامضة وأطلقت مرة أخرى الباسيليسك وهو ثعبان هائل يقتل بمجرد النظر على أطفال الموجلز. يجد هاري بوتر بفضل قدرته على التحدث لغة الثعابين مدخل الغرفة ويقتل الوحش بسيف جريفندور. كما أنه يدمر اليوميات الشريرة التي تخص توم ريدل بواسطة أحد أنياب الباسيليسك العملاق.
خلال الفترة 1994-1995، استضافت المدرسة بطولة السحرة الثلاثة، التي يبلغ عمرها سبعمائة عام، والتي نظمتها إدارة التعاون السحري الدولي وإدارة الألعاب السحرية والرياضة التابعة لوزارة السحر. يرحب هوجورتس أيضًا بوفود من المدارس الأوروبية للسحر بوباتون ودارمسترانغ. لسوء الحظ، وصلت البطولة إلى نهاية مأساوية بوفاة بطل هوجورتس الشاب سيدريك ديجوري. يسعى دمبلدور على الفور إلى إقناع الوزير والعالم السحري بعودة فولدمورت، الذي يعرف أنه مسؤول عن وفاة الطالب. في العام التالي، أصدرت وزارة السحر، التي رفضت تصديق دمبلدور، مراسيم تعليمية تهدف إلى مراقبة أنشطة طلاب هوجورتس وتشويه سمعة مديرها. على الرغم من ذلك، يتحد عدد قليل من الطلاب من جريفندور وهافلباف ورافنكلو معًا لتشكيل ما يسمونه «جيش دمبلدور». تلغى مراسيم التعليم في العام التالي، بمجرد أن تدرك الوزارة دقة الحقائق.
في يونيو 1997، جلب دراكو مالفوي، طالب من سليذرين، أكلة الموت إلى هوجورتس. يقتل الأستاذ سيفيروس سنابألبوس دمبلدور بناء على طلب دمبلدور كما يتضح في نهاية السلسلة ويتولى فولدمورت السيطرة على عالم السحرة وهوجورتس. في العام التالي، تم تعيين سيفيروس سناب مديرًا للمدرسة وتم تقديم قوانين جديدة بحيث تم منع الطلاب «المولودين في عائلات العامة» من الدراسة. خلال الحرب ضد فولدمورت، تجد القلعة نفسها محاصرة من قبل أنصار الشر. أسفرت معركة هوجورتس عن مقتل خمسين ضحية (بالغين وأطفال) ودمرت القلعة إلى حد كبير. من المفترض أن القلعة أعيد بناؤها بسرعة إلى حد ما، لأننا نعلم، بفضل المعلومات الإضافية من المؤلفة، أن الأستاذة ماكجونجل أصبحت مديرتها بعد الأحداث.

## الموقع والأراضي
- هوغوورتس هي قلعة خيالية قديمة تقع في منطقة جبلية مرتفعات اسكتلندا[43] في شمال استكلندا [44]، المملكة المتحدة قرب بلدة سحرية خيالية هي هوغسميد.

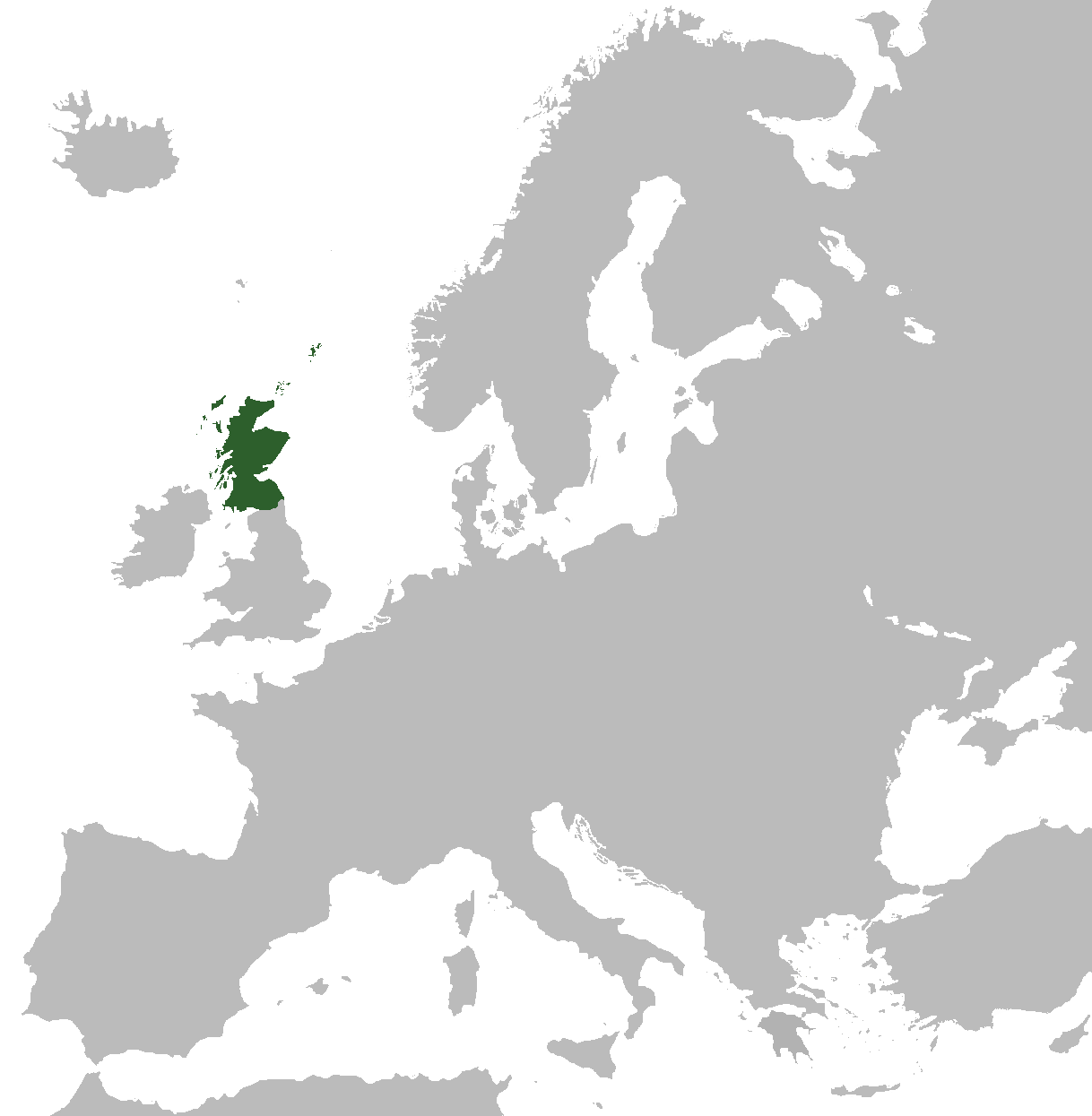
تقع القلعة الخيالية في شمال اسكتلندا.

تمتلك القلعة أراضي شديدة الإتساع، فلديها بحيرة جبلية، وغابة كبيرة جدًا ومعقدة تدعى «الغابة المحرمة» بسبب تحريم دخولها على الطلاب لوجود مخلوقات سحرية مخيفة وخطرة فيها، ولسهولة ضياعهم داخلها. كما تمتلك القلعة عددًا من بيوت حفظ النباتات، وعددًا كبيرًا من المباني الإضافية الملحقة، ومقبرة، وملعب كويدتش كامل الحجم.
- المكان المأهول الأقرب إلى القلعة هي بلدة هوغسميد حيث أنها محطة لزوار المدرسة، وأقرب نقطة إلى محطة القطار، كما أنها المكان الذي يزوره تلاميذ هوغوورتس في إجازاتهم.
- وبما أن الظهور المفاجئ غير ممكن في قلعة هوغوورتس[45] لأسباب أمنية، فإن قطار هوغوورتس السريع هو الوسيلة الأساسية للوصول إلى المدرسة، مع أن هاري بوتر ذهب إليها برفقة صديقه رون ويزلي في سيارة طائرة في سنته الدراسية الثانية بسبب تأخره هو ورون ويزلي على قطار هوغوورتس السريع، وفي الكتاب السادس، هاري بوتر والأمير الهجين، طار هاري بوتر مع ألباس دمبلدور إليها على المكانس السحرية. كما غادرها بواسطة الثيسترال في كتاب هاري بوتر وجماعة العنقاء.

يصل طلاب المدرسة إلى القلعة عن طريق البحيرة في قوارب تضم أربعة تلميذ في كل واحد، وذلك في سنتهم الأولى ووصولهم الأول إلى المدرسة، أما الطلاب الأكبر سنًا فتقلهم عربات تجرها مخلوقات الثيسترال التي لا يستطيع رؤيتها إلا من رأى الموت.
- لا يمكن أن يرى غير السحرة المدرسة أو أيًا من منشآتها، ولا تظهر أبدًا على خرائطهم كغالبية أماكن السحرة، فهي مسحورة ضد الكشف، وإذا حدث أن اقترب عامي من مكانها بشكل أو بآخر فإنه سيرى مبنى قديمًا متهدمًا، وعليه لافتة للهدم.

## التنظيم البيداغوجي

### الحياة المدرسية

#### إدارة الطلاب

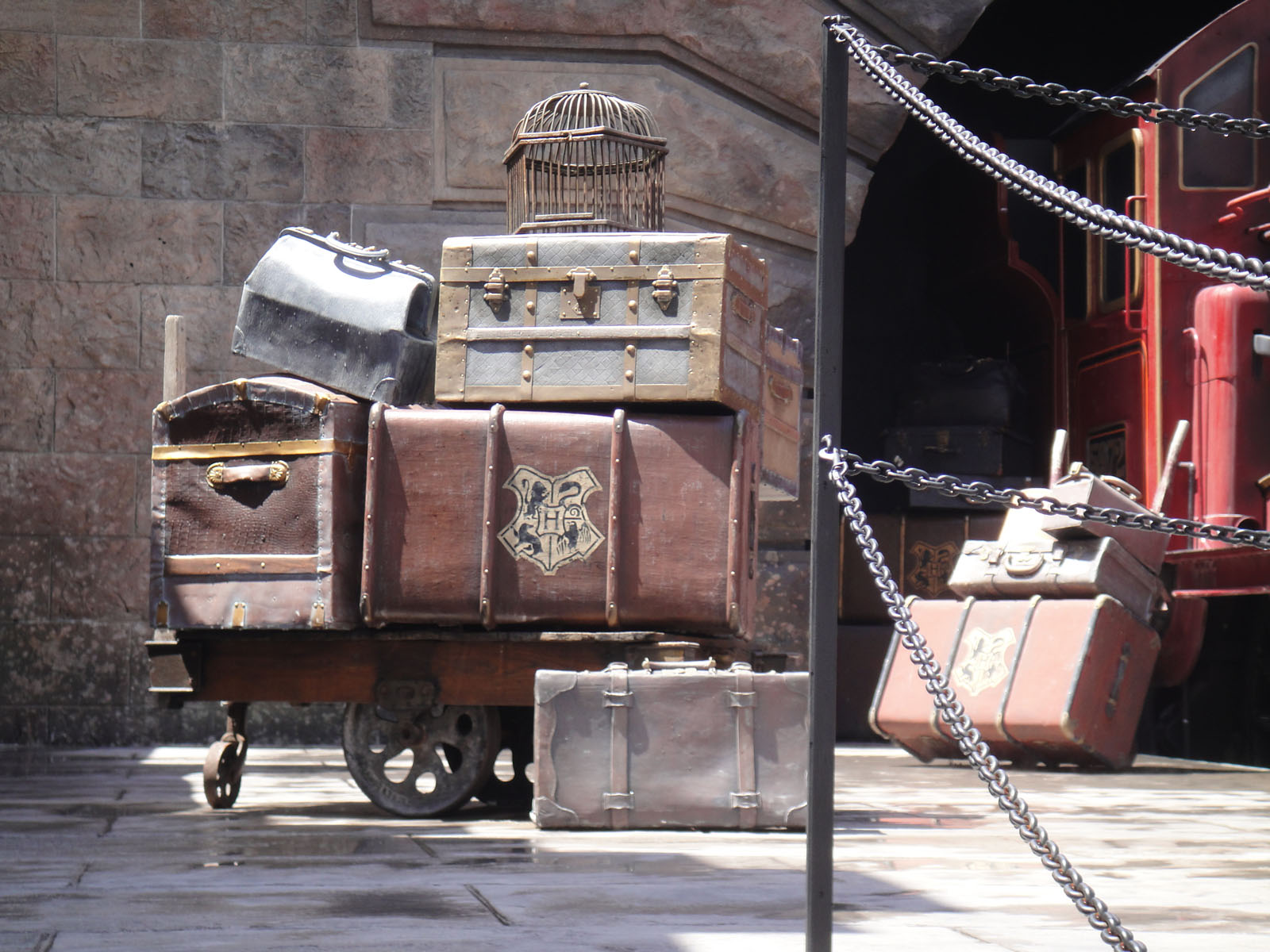
كومة من الأمتعة لطلاب هوجورتس، معروضة في عالم السحر لهاري بوتر، أورلاندو 2010.

##### التسجيل والاستقبال
وفقًا للروايات، يكون القبول في هوجورتس انتقائيًا، حيث إنّ الأطفال الذين يظهرون قدرة سحرية سيحصلون تلقائيًا على مكان، أما الأطفال الذين لا يملكون القدرة السحرية لا يمكنهم الالتحاق بالمدرسة كطلاب، على الرغم من أنه يمكنهم العمل هناك في أدوار أخرى، كما يفعل أرجوس فيلش (السكويب)، لكن لا يوجد اختبار قبول لأن «إما أنك سحري أو لست كذلك.» من المتوقع أن يشتري الطالب المحتمل جميع المواد الضرورية، عادةً من المتاجر في حارة دياجون، وهو شارع مخفي بالقرب من شارع تشارينغ كروس في لندن والذي يمكن العثور عليه خلف حانة ساحر المرجل الراشح.
يتم تسجيل كل ساحر وساحرة في المملكة المتحدة في هوجورتس منذ ولادتهم، وذلك بفضل الريشة السحرية التي تكتشف السحرة المولودين وتكتب أسمائهم تلقائيًا على ورق كبير. في كل عام، يتحقق المعلم من هذه القائمة ويتصل مع المسجلين الذين يبلغون 11 عامًا قبل 31 أغسطس من العام الدراسي الحالي، لإبلاغهم بالتسجيل وإرسال قائمة الكتب المدرسية واللوازم المطلوبة والزي الرسمي لهم وذلك بواسطة البوم بالنسبة للطلاب المنحدرين من عائلات سحرية فيما يوكل معلم بالذهاب لشرح طريقة الالتحاق بالمدرسة بالنسبة للطلاب المنحدرين من عائلات غير سحرية (العامة). يجب إعادة تأكيد أو رفض التسجيل إلى المدرسة قبل 31 يوليو. يجب على الطلاب المحتملين شراء لوازمهم قبل بدء العام الدراسي، وغالبًا في حارة دياجون في لندن. يمكن للطلاب الذين ليس لديهم موارد كافية الحصول على مساعدة مالية من المدرسة، كما كان الحال مع الشاب توم ريدل (الآن فولدمورت)، عندما كان طالبًا في هوجورتس.

###### الكتب المدرسية واللوازم المدرسية المطلوبة عند التسجيل
يتم تسليم الرسائل الموجهة للأطفال المولودين في عائلات العامة، والذين من المحتمل أنهم لا يعلمون عن وجود قواهم السحرية، إلى الوالدين أو الأوصياء القانونيين باليد من قبل أحد أعضاء هيئة التدريس في هوجورتس. إنه مسؤول عن إعلان وجود عالم سحري للعائلة وطمأنتهم بمستقبل طفلهم. يمكنهم أيضًا مساعدة العائلة في الوصول إلى حارة دياجون والقيام بالتسوق هناك. لا يُسمح لطلاب الصف الأول بامتلاك مكنسة الطيران الخاصة بهم؛ ومع ذلك، هناك استثناء لهاري عندما يتم اكتشاف موهبته الاستثنائية في الكويدتش. أعطته الأستاذة ماكجونجل أول مكنسة له خلال عامه الأول.

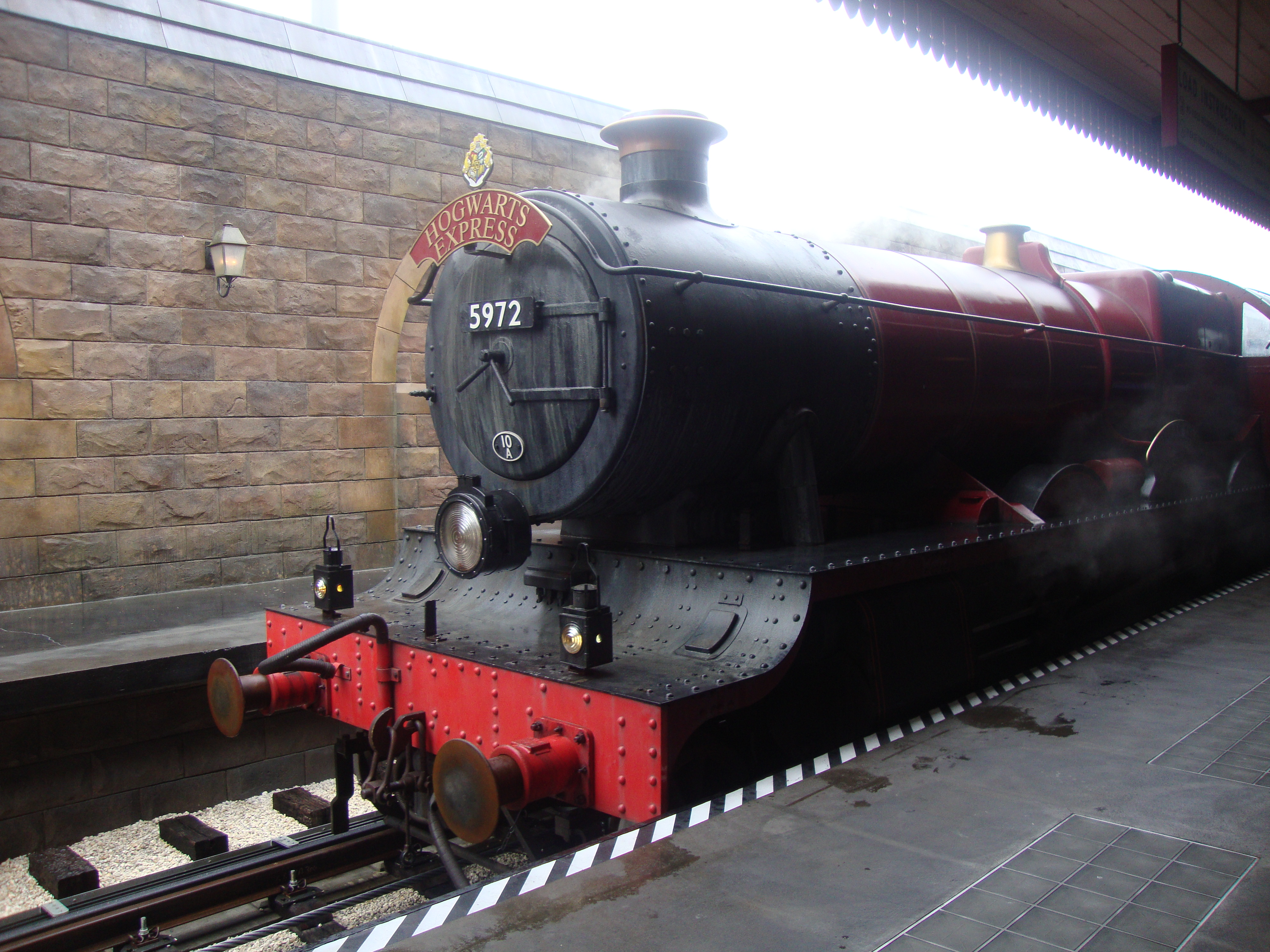
قطار هوغوورتس السريع.

للانضمام إلى المدرسة، يجب على جميع الطلاب الذهاب في 1 سبتمبر إلى محطة كينجز كروس، المنصة ¾ 9 ، حيث ينتظرهم قطار هوغوورتس السريع. المسار¾ 9 غير مرئي لـ الموجلز. للوصول إلى هناك، يجب على التلاميذ (غالبًا برفقة والديهم) عبور حاجز (جدار سحري في الأفلام) بين المنصتين 9 و10. يغادر القطار في الساعة 11 صباحًا تمامًا ويستغرق الوصول إلى محطة هوجسميد، بجوار المدرسة مباشرة يومًا كاملاً تقريبًا. خلال الرحلة، تمر ساحرة في العربات لبيع الحلوى للطلاب.
عند وصولهم إلى محطة هوجسميد، يقود هاجريد طلاب الصف الأول ويأخذهم عبر بحيرة هوجورتس على متن قوارب سحرية. الطلاب الذين ذهبوا إلى هوجورتس من قبل يركبون العربات التي تبدو وكأنها ذاتية الدفع، ولكنها في الواقع تجذبها الثسترالات، وهي كائنات مجنحة هيكلية تظل غير مرئية للسحرة الذين لم يروا أبدًا إنسانًا يموت. يراهم هاري منذ عامه الخامس، بعد أن شهد اغتيالًا نهاية العام السابق.
في حين أن طلاب السنة الثانية والأكبر قد وصلوا بالفعل إلى القاعة الكبرى لبدء مأدبة بداية العام، فإن الوافدين الجدد يصلون لاحقًا، برفقة المدير المساعد الذي استقبلهم سابقًا في صالة المدخل، في شرح لهم كيف يعمل توزيع التلاميذ في البيوت المختلفة على دراستهم بالكامل.

##### المنازل الأربعة

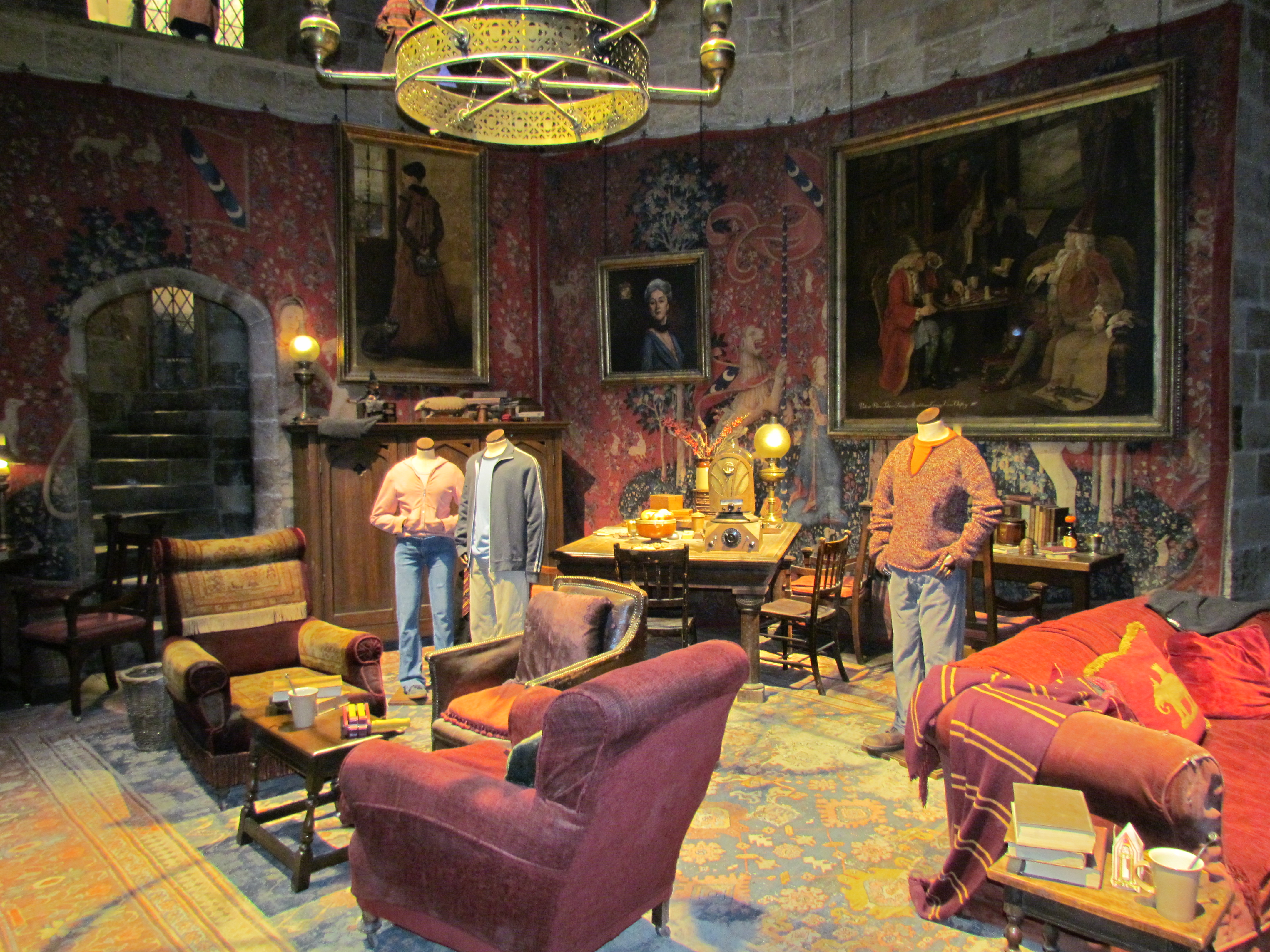
غرفة جريفندور المشتركة

مدرسة هوغوورتس مقسمة إلى أربعة منازل، كل منزل يحمل الاسم الأخير لمؤسسها: جودريك جريفندور، سالازار سليذرين، روينا رافنكو، وهيلجا هافلباف. خلال السنة الدراسية، يتنافس الطلاب المنتمين لهذه المنازل من اجل الحصول على كأس المنزل، حيث إنّ الطلاب يربحون ويخسرون النقاط بناءًا على أداءهم الدراسي ومخالفتهم للقوانين، حيث إنّ المنزل الذي يحصل على أعلى النقاط في نهاية السنه يربح كأس المنزل، يتم الاحتفال بالمنزل الذي يحصل على كأس المنزل بعرض لون المنزل الفائز في القاعة الكبرى. كل منزل من منازل هوغوورتس لديه فريق الكويدتش الخاص به، حيث كل فريق يتنافس من أجل الحصول على كأس الكويدتش. هذه المنافسات تعزز روح المنافسة بين المنازل والطلاب. المنازل في غوورتس تعتبر بيوت ومراكز تعليم لطلابها، حيث ان الطلاب يسكونون طيلة فترة دراستهم في مساكن خاصة للمنازل اللتي ينتمون إليها. لكل منزل عضو من هيئة التدريس يرأسها ويشرف على طلابها، ولكل منزل رئيس من الطلاب، حيث ان رئيس الطلبة يقوم بمساعدة الطلاب وتزويدهم بالمعلومات ويتعامل مع الحالات الطارئة بالإضافة إلى مهامٍ أُخرى. في كل سنة، الطلاب الذين ينتمون لنفس المستوى الدراسي، يتشاركون المسكن والصفوف. السكن الدراسي والغرفة العامة لكل منزل غير متاحة للطلاب الذين ينتمون إلى منازل أُخرى.
في السنوات الأولى من تأسيس هوغوورتس، كان مؤسسي المنازل الأربعة يختارون طلاب منازلهم بنفسهم، لكن عندما شعر المؤسسين بالقلق من كيفية اختيار الطلاب لمنازلهم بعد وفاتهم، قام قودريك قريفيندور بخلع قبعته ووضع كل مؤسس معلومات فيها، حيث إنّ هذه المعلومات تساعد القبعة الاختيارية في تحديد المنازل المناسبة للطلاب الجدد عن طريق الحكم على مميزات كل طالب ومن ثم وضعهم في المنازل المناسبة لهم.

###### جريفندور

منزل جريفندور يقدر قيم الشجاعة، الشهامة، الجرأة والمروءة. يمثل الأسد منزل جريفندور، والألوان التي تمثله هي القرمزي والذهبي. رئيسة المنزل هي مينيرفا ماكجونجال، معلمة مادة التحول ونائبة مديرة المدرسة. شبح المنزل هو سيد نيكولاس دي ميمسي-پورپنيقتون، الذي يعرف بـ نيك شبه مقطوع الرأس. مؤسس المنزل هو جودريك جريفيندور.
تقع غرفة جريفندور العامة في أحد أعلى أبراج القلعة، ويقع مدخلها في الطابق السابع بالجناح الشرقي للقلعة، وتحرسها لوحة السيدة البدينة التي ترتدي ثوبًا ورديًا. لا تسمح بالدخول إلا بعد إعطائها كلمة المرور الصحيحة، كما تم تحديده في الكتاب الثالث، عندما حاول سيريوس بلاك الدخول إلى البرج، منعته السيدة البدينة فقام بتمزيق لوحتها بعد أن لم يتمكن من إعطاء كلمة المرور الصحيحة. في الكتاب الأول، يميل نيفل لونج بوتوم إلى نسيان كلمة المرور ويجب أن ينتظر بالقرب من اللوحة حتى يصل طلاب جريفندور الآخرون لفتح الطريق.

###### سليذرين

منزل سليذرين يقدر قيم الطموح، الدهاء، القيادة وسعة الحيلة. تمثل الأفعى منزل سليذرين، والالوان التي تمثله هي الأخضر والفضي. رئيس المنزل هو سيفروس سنيب، معلم مادة الوصفات السحرية. شبح المنزل هو البارون الدامي. مؤسس المنزل هو سالازار سليذرين. تقع الغرفة العامة والمهاجع الخاصة بمنزل سليذرين في القبو حيث يتم الوصول إليها من خلال الجدار الجحري.
يمكن الوصول إلى مهاجع سليذرين والغرفة المشتركة من خلال التحدث بكلمة مرور إلى قطعة من الجدار الحجري العاري في الأبراج المحصنة، مما يؤدي إلى فتح باب مخفي. غرفة سليذرين المشتركة عبارة عن غرفة طويلة منخفضة على طراز الزنزانة، تحت بحيرة هوغوورتس، ومفروشة بمصابيح خضراء وكراسي منحوتة. تم وصف الغرفة في الكتاب الثاني بأنها ذات وهج أخضر.
تدعي قبعة التصنيف أن نقاء الدم هو عامل في اختيار السليذرين، على الرغم من أن هذا لم يذكر حتى الكتاب الخامس. إن الطلاب المولودين للعامة يتم فرزهم في جميع المنازل عدا منزل سليذرين، فالطلاب ذوي الدم النقي هم المرغوب فيهم أكثر في هذا في هذا المنزل، حيث توجد عدة أمثلة على أنصاف الدماء في المنزل - مثل سناب وتوم ريدل وكاد هاري نفسه أن يدخل في سليذرين لولا إصراره على عدم الدخول فيه. في «مفسات الموت»، تدعي مجموعة من صائدي الجوائز أن «ليس الكثير من صاحبي الدم الخليط» مصنفة في سليذرين.

###### رافنكلو

منزل رافنكلو يقدر قيم الذكاء، الحكمة، الإبداع وحب التعلم. يمثل الصقر منزل رايڤينكلاو، والألوان التي تمثله هي الأزرق والبرونزي. رئيس المنزل هو فيلويس فيتويك، معلم مادة التعاويذ. شبح المنزل هي السيدة الرمادية. مؤسسة المنزل هو روينا رافنكلو. تقع الغرفة العامة لمنزل رافنكلو في برج رافنكلو، حيث إنّ المدخل يقع في الجناح الغربي للقلعة. بوابة الغرفة محمية بلغز لا يستطيع دخولها إلا من يستطيع حل اللغز.
تقع المهاجع في برج رافنكلو، على الجانب الغربي من هوغوورتس. الغرفة المشتركة مستديرة ومليئة بالمعلقات الزرقاء والكراسي ذات الذراعين، ولها سقف مقبب مطلي بالنجوم وتتميز بنسخة طبق الأصل من تمثال لروينا وهي ترتدي إكليلها. يلاحظ هاري أيضًا أن رافنكلو «تتمتع بإطلالة رائعة على الجبال المحيطة». يجب حل اللغز المنطقي للدخول، بينما تتطلب غرف جريفندور وسليذرين المشتركة كلمة مرور فقط (تحتاج هافلباف إلى النقر على برميل في إيقاع «هيلغا هافلباف»)، مما يشير إلى أنه قد يكون من الأسهل على الطلاب من منازل أخرى الذين يمتلكون درجة عالية من الذكاء لدخول هذه الغرفة المشتركة أكثر من غيرهم. تحل البروفيسور مينيرفا ماكجونجال، رئيسة منزل جريفندور، اللغز بدقة.

###### هافلباف

منزل هافلباف يقدر قيم العمل الجاد، الإخلاص، الوفاء والعدل. يمثل الغرير منزل هافلباف، والألوان التي تمثله هي الأصفر والأسود. رئيسة المنزل هي بومونا سبراوت، معلمة مادة علم النباتات والأعشاب. شبح المنزل هو فراير البدين. مؤسسة المنزل هي هيلجا هافلباف. تقع الغرفة العامة لمنزل هافلباف في أعلى برج في مدرسة هوغوورتس، حيث إنّ المدخل يقع في الطابق السابع من الجناح الشرقي للقلعة.
تم إخفاء مدخل مهاجع هافلباف ومدخل الغرفة المشتركة في كومة من البراميل الكبيرة في تجويف في الممر الذي يحتوي على المطبخ. للدخول، يجب على المرء أن يضغط على ثاني برميل من أسفل في منتصف الصف الثاني في إيقاع «هيلغا هافلباف». على عكس أي منزل آخر، تحتوي غرفة هافلباف العامة على جهاز طارد يغمر الوافد غير الشرعي بالخل إذا تم الضغط على الغطاء الخطأ أو كان الإيقاع خاطئًا. تمتلئ غرفة هافلباف المشتركة بالمعلقات الصفراء والكراسي ذات الأذرع السمينة ولديها أنفاق صغيرة تؤدي إلى المهاجع، وكلها ذات أبواب مستديرة تمامًا، مثل أسطح البرميل.
| شعار المنزل | إسم المنزل | مدراء المنزل المعروفون                              | القيم التي يقدرها المنزل                 | شبح المنزل          |
| ----------- | ---------- | --------------------------------------------------- | ---------------------------------------- | ------------------- |
|             | جريفندور   | - جودريك جريفندور - ألبوس دمبلدور - منيرفا مكجونجال | - شجاعة - جرأة - قوة العقل - الشهامة     | نيك شبه مقطوع الرأس |
|             | هافلباف    | - هيلجا هافلباف - بومونا بروست                      | - العمل الجاد - الإخلاص - الوفاء - العدل | فريار البدين        |
|             | رافنكلو    | - روينا رافنكلو - فيليوس فليتويك                    | - الذكاء - الحكمة - الإبداع - حب التعلم  | السيدة الرمادية     |
|             | سليذرين    | - سالازار سليذرين - هوراس سلوغورن. - سيفيروس سناب.  | - الطموح - الدهاء - القيادة - سعة الحيلة | البارون الدموي      |

##### الانضباط

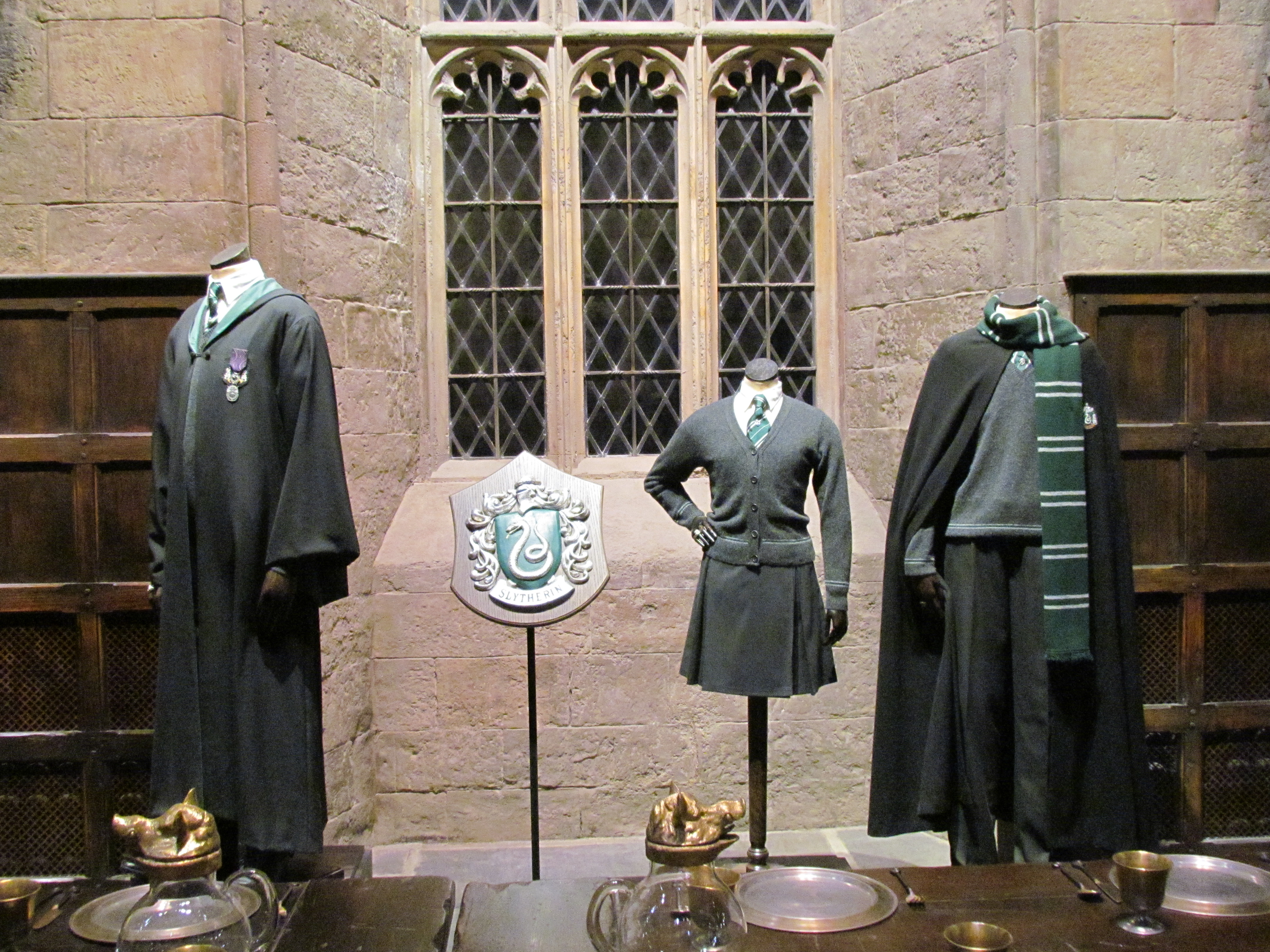
الزي الرسمي للذكور والإناث بألوان منزل سليذرين.

###### الزي المدرسي
لأسباب تتعلق بالمساواة وسهولة الاندماج في المدرسة، فإن الزي المدرسي شائع جدًا في المملكة المتحدة. تقريبًا جميع المؤسسات العامة والخاصة لديها زي رسمي خاص بها، أو على الأقل قواعد لباس صارمة.
في هوجورتس، ذكر أنه يجب على الطلاب ارتداء أردية سحرة سوداء من النمط العادي، وقبعة مدببة سوداء، وزي شتوي أسود برباطات فضية. يجب تسمية كل قطعة ملابس باسم الطالب.
على الرغم من أن ج. ك. رولينغ لم تذكر ذلك في الروايات، غالبًا ما يُطلب من طلاب المملكة المتحدة ارتداء قميص أبيض، أو بنطال أسود أو أزرق (أو تنورة)، وأحذية سوداء، وسترة برقبة على شكل V يرتدون شارة المدرسة (أو المنزل)، بالإضافة إلى ربطة عنق. كما احترم مصممو الأزياء في أفلام هاري بوتر الخصائص الرئيسية للزي البريطاني. من الممكن أن تكون الأزياء مستوحاة أيضًا من الزي التقليدي لمدينة بورتو في البرتغال، حيث عاشت المؤلفة لبضع سنوات.
الطعام
يوفر أفراد المنزل في هوجوروتس من بين واجبات أخرى كل الطعام للطلاب والموظفين. إنهم يطبخون مجموعة متنوعة من الأطباق خاصة في الأعياد. يتم تحضير الأطباق المختلفة في المطابخ الموجودة أسفل القاعة الكبرى مباشرة. يوجد داخل المطبخ أربع طاولات طويلة تتماشى مباشرة مع طاولات المنزل في الصالة الكبرى أعلاه. في أوقات الوجبات، يتم نقل الطعام بطريقة سحرية، ويظهر مباشرة أمام الطلاب.

###### رواد الفصول
يحصل كل منزل في هوجورتس على رائدي فصول جديدين كل عام (صبي وفتاة)، يتم اختيارهما في السنة الخامسة من الدراسة، ويظلان كذلك حتى نهاية دراستهما. يمكن رواد الفصول معاقبة التلاميذ في حالة خرق النظام.
تسرد الأعمدة أدناه رواد الفصول الرئيسيين المعروفين في التاريخ، مرتبة حسب المنزل. بشكل عام، يضمن هؤلاء المحافظون احترام القواعد ومرافقة طلاب السنة الأولى إلى غرفهم المشتركة مساء وصولهم إلى هوجورتس.
| - منزل جريفندور: - ألبوس دمبلدور - منيرفا مكجونجال - ليلي إيفانز - ريموس لوبين - بيل ويزلي - بيرسي ويزلي - هيرميون غرينجر - رون ويزلي | - منزل هافلباف: - سيدريك ديجوري - هانا أبوت - ايرني ماكميلان | - منزل رافنكلو: - بينلوب كليرواتر - أنتوني غولدشتاين - بادما باتيل | - منزل سليذرين: - توم ريدل - لوسيوس مالفوي - دراكو مالفوي - بانسي باركنسون |

يتم اختيار اثنين فقط من الطلاب المثاليين يتم اختيارهم من جميع المنازل مجتمعة من بين جميع تلاميذ السنة السابعة والعام الماضي. عادة ما يكون فتى وفتاة. تذكر القائمة أدناه الطلاب المثاليين.
- ألبوس دمبلدور[60](جريفندور) وشريك غير معروف
- منيرفا مكجونجال[61] (جريفندور) وشريك غير معروف
- توم ريدل [31](سليذرين) وشريك غير معروف
- ليلي إيفانز [62](جريفندور) وجيمس بوتر[63] (جريفندور)
- بيل ويزلي [64](جريفندور) وشريكه غير معروف
- بيرسي ويزلي [65](جريفندور) وبينيلوبي كليرووتر (رافينكلو)
- تيدي لوبين[66](هافلباف) وزوج غير معروف

###### لواء التحقيق
تم تأسيس لواء التحقيق على يد الأستاذة دولوريس أمبريدج (المجلد الخامس هاري بوتر وجماعة العنقاء). إنها منظمة مؤقتة تهدف إلى عرقلة ألبوس دمبلدور، نيابة عن وزارة السحر التي تعتبر دمبلدور مجنونًا منذ نتيجة بطولة السحرة الثلاثة. يحرص دمبلدور على زيادة الوعي بعودة فولدمورت، ويرفض وزير السحر كورنيليوس فودج الفكرة رفضًا قاطعًا. منذ ذلك الحين، تمت مراقبة دمبلدور والطلاب في هوجورتس عن كثب لتجنب أي منظمة تتعارض مع أفكار الوزارة.
تتكون بشكل أساسي من طلاب سليذرين والبواب فيلتش المعين من قبل دولوريس أومبراج (ولا سيما دراكو مالفوي وكراب وجويل وبانسي باركنسون)، تتيح هذه الجمعية للأعضاء نفس السلطة على الطلاب الآخرين مثل أمبريدج وحتى على المعلمين الآخرين. أعضاء اللواء مسؤولون بشكل خاص عن الإبلاغ عن أي أنشطة مشكوك فيها للطلاب الآخرين إلى أمبريدج.
للكتيبة صلاحيات مختلفة، مثل سحب أو توزيع نقاط منزلية أو حجز أو فتح طرود ورسائل من الطلاب.

###### مراسيم التعليم
في هاري بوتر وجماعة العنقاء (السنة الخامسة لهاري بوتر في هوجورتس)، صدرت «مراسيم التعليم» في المدرسة من قبل وزير السحر كورنيليوس فودج أو «المحقق الكبير» المعين من قبل هذا الأخير، دولوريس أمبريدج. تهدف هذه المراسيم بشكل أساسي إلى الحفاظ على سيطرة معينة على المدرسة ومديرها، ألبوس دمبلدور (الذي يشتبه فيه من قبل بعض الآباء باتخاذ «قرارات غريبة» أو من قبل فودج برغبته في وراثة منصب الوزير). وبالتالي، لم تتم الموافقة على محتوى هذه المراسيم من قبل دمبلدور أو غالبية أعضاء هيئة التدريس وغالبًا ما يكون موضوع النكت من جانب التلاميذ، وخاصة هيرميون غرينجر.

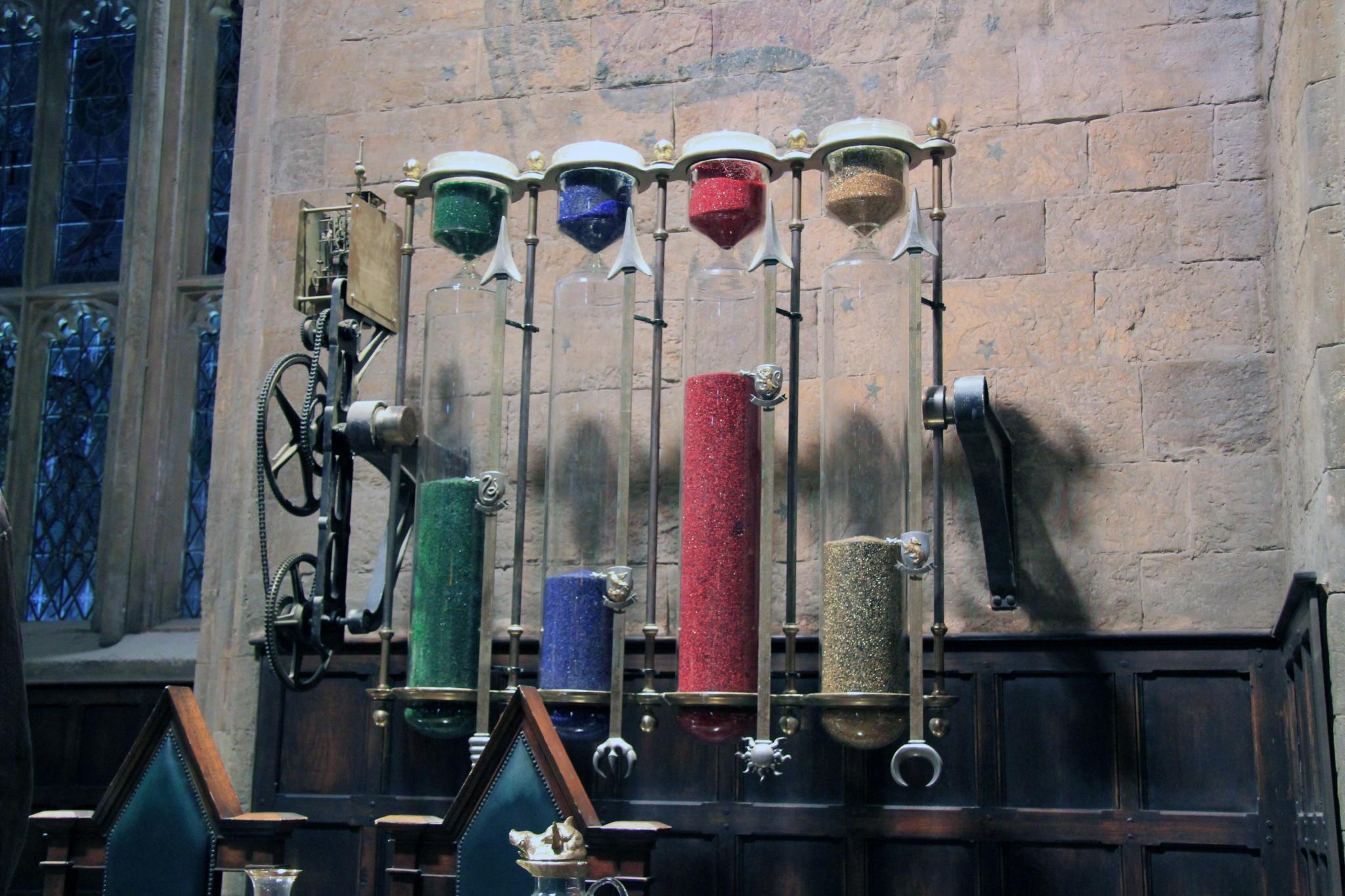
ساعات رملية للنقاط في القاعة الكبرى.

| رقم المرسوم | أُصدر من قبل                     | محتوى المرسوم | سبب إصدار المرسوم |
| ----------- | ------------------------------- | --- | --- |
| 22          | كورنيليوس فودج (وزير السحر)     | في حال عدم قدرة المدير الحالي على اقتراح مرشح لوظيفة تدريسية ، فإن الوزارة مسؤولة عن اختيار الشخص المؤهل. | |
| 23          | كورنيليوس فودج (وزير السحر)     | يُسمح لـ "المحقق الكبير" بممارسة بعض السيطرة على المدرسة. | |
| 24          | دولوريس أمبريدج (المحقق الكبير) | تم حل المنظمات والجمعيات والفرق والمجموعات والنوادي الخاصة بالتلاميذ التي تم إنشاؤها على فترات منتظمة (وتضم أكثر من ثلاثة أشخاص). يجب الحصول على إذن لتشكيل التجمعات من المحقق الكبير. سيتم طرد أي طالب مؤسس أو عضو في تشكيل بدون إذن من المدرسة على الفور. | أُصدر بعد الاشتباه في أول لقاء للطلاب (جيش دمبلدور).                                                                           |
| 25          | دولوريس أمبريدج (المحقق الكبير) | يتمتع المحقق الكبير بالسلطة العليا لفرض العقوبات وسحب الامتياز على الطلاب في مدرسة هوجورتس ، فضلاً عن سلطة تعديل العقوبات وسحب الامتيازات التي يقررها الأساتذة.                                                                                              | أُصدر بعد ملاحظة نقص السيطرة عند الأستاذة مكجونجال                                                                             |
| 26          | دولوريس أمبريدج (المحقق الكبير) | يُحظر على المعلميين الكشف للطلاب عن أي معلومات لا تتعلق بشكل مباشر بالدروس التي يدرسونها. | تم إنشاؤه لمنع معلمي هوجورتس من إبلاغ طلابهم بعمليات الهروب الأخيرة من سجن أزكابان.                                           |
| 27          | دولوريس أمبريدج (المحقق الكبير) | يُطرد أي طالب يُقبض على حيازته مجلة "ذا كيبلر". | أُصدر بعد اكتشاف المقابلة التي يحتمل أن تكون مقنعة لهاري بوتر عن عودة فولدمورت في المجلة التي يديرها والد صديقته لونا لوفيجود. |
| 28          | كورنيليوس فودج (وزير السحر)     | يحل المحقق الكبير محل ألبوس دمبلدور كمدير للمدرسة. | أُصدر بعد هروب ألبوس دمبلدور، عندما ادعى أنه أنشأ جيش دمبلدور لمنع طرد طلابه.                                                  |

###### كأس المنازل الأربعة
إنه نوع من المنافسة بين المنازل، بناءًا على نظام النقاط الموزع على مدار العام الدراسي. كل عمل صالح من قبل الطالب، مثل إعطاء إجابة صحيحة في الفصل أو التباهي بطريقة ما (على سبيل المثال في مباريات الكوديتش)، يربح نقاط لمنزله، وكل انتهاك للنظام يؤدي إلى خسارة نقاط. تُحسب هذه النقاط بواسطة الساعات الرملية التي يتدفق فيها الياقوت لجريفندور، والماس الأصفر لهافلباف، والزمرد لسليذرين، والياقوت الأزرق لرافنكلاو. المنزل الذي حصل على أكبر عدد من النقاط في نهاية العام يفوز بهذا الكأس. خلال سنوات هاري الأولى والثانية والثالثة والخامسة من التعليم، كان جريفندور هو من فاز بهذه الكأس، ولا سيما بفضل مآثره ضد فولدمورت.

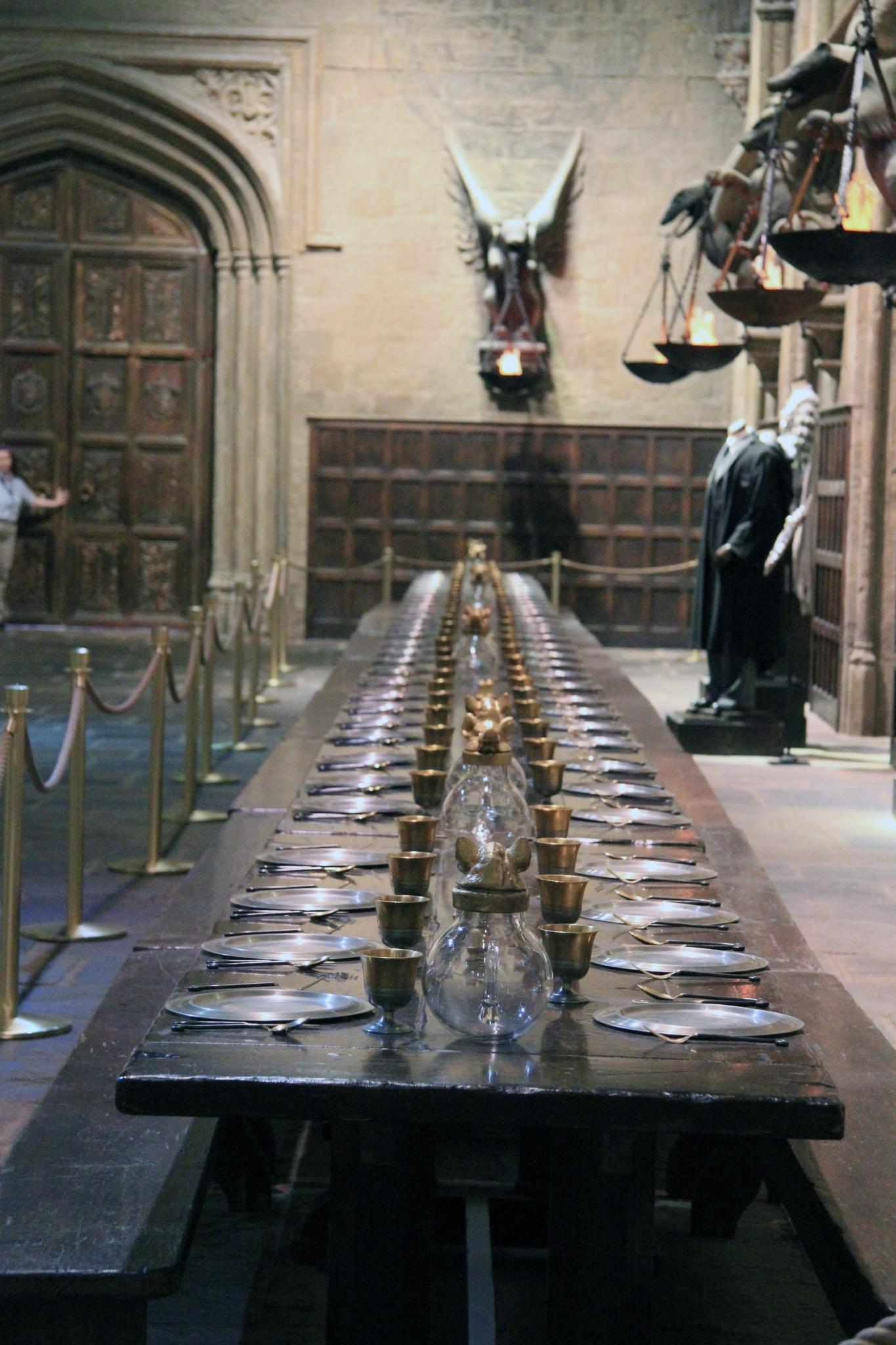
يلتقي الطلاب في كل وجبة في القاعة الكبرى

###### يوم نموذجي
يبدأ اليوم بإفطار في القاعة الكبرى. يجلس الطلاب على الطاولة المخصصة لمنازلهم (جريفندور أوهافلباف أورافنكلو أوسليذرين) ويمكنهم تناول الطعام بالإضافة إلى الدردشة أو لعب ألعاب الطاولة أو إنهاء واجباتهم المدرسية. يأكل مدير كل منزل مع الأساتذة الآخرين على الطاولة الكبيرة الموضوعة في نهاية الغرفة والتي يجلس عليها دمبلدور أيضًا، خاصة أثناء الاحتفالات. في وقت الإفطار، تأتي البوم لجلب البريد للطلاب. عادة ما تكون هذه نسخة يومية من جريدة السحرة اليومية أو رسائل من الأقارب أو الأصدقاء أو طرود (تلقى هاري مكنسته الأولى بهذه الطريقة). يشير الجرس إلى بدء الفصول الصباحية في الساعة 9 صباحًا. يوجد درسان في الصباح مع استراحة قصيرة بين كل درس حتى يتمكن الطلاب من الذهاب إلى الدرس التالي. يرن جرس الغداء عند الظهر.
بعد الغداء، تستأنف الدروس في الساعة 1 مساءًا وتنتهي في حوالي الساعة 5 مساءً. غالبًا ما يحصل طلاب الصف الأول على فترة ما بعد ظهر يوم الجمعة فارغة، بينما يحصل طلاب الصف السادس والسابع على عدة فترات فارغة خلال الأسبوع. في المساء، يتناول الطلاب وجباتهم في القاعة الكبرى، وبعد ذلك من المتوقع أن يكونوا في الغرفة المشتركة في منازلهم، باستثناء الطلاب الذين من المقرر أن يأخذوا فصلًا في علم الفلك في منتصف الليل. الغرف الأربعة المشتركة لها مدخل سري لا يعرفه إلا أفراد هذا المنزل. تتطلب منازل جريفندور وسليذرين كلمة مرور للدخول. للدخول إلى غرفة رافنكلو المشتركة، يجب على المرء أن يجيب على اللغز بشكل صحيح. للوصول إلى غرفة هافلباف المشتركة، عليك أن تضرب البرميل الأيمن في ممر المطبخ على إيقاع أغنية هيلجا هافلباف. في الداخل، تحتوي الغرفة المشتركة على كراسي وأرائك مريحة للطلاب، بالإضافة إلى طاولات لهم لإنهاء واجباتهم المدرسية. تحافظ المواقد على دفء الغرفة، ويمكن للطلاب الاسترخاء إما في الغرفة مع زملائهم الطلاب أو في مهاجعهم. توجد لوحات إعلانات في كل غرفة مشتركة، وكذلك في نقاط إستراتيجية أخرى بالمدرسة، حيث يتم نشر الجداول الزمنية وتواريخ التجمعات المؤقتة وغيرها من المعلومات. تستقبل كل غرفة مشتركة مهاجعين على الأقل؛ واحد للأولاد والآخر للفتيات.
في هاري بوتر وكأس النار، توضح هيرميون غرينجر أنه نظرًا لموجات السحر القوية جدًا، لا يمكن للأشياء الكهربائية التي تستخدمها الموجلز، مثل أجهزة الكمبيوتر أو أجهزة التلفزيون أو الهواتف المحمولة أو الأجهزة الإلكترونية الأخرى، العمل في هوجورتس. يعتبر الراديو المستقل مع النقل السحري استثناء لأنه، كما يوحي اسمه، مدعوم من بالسحر[./هوغوورتس#cite_note-FOOTNOTEVander_Ark,_2009288-76 [76]].

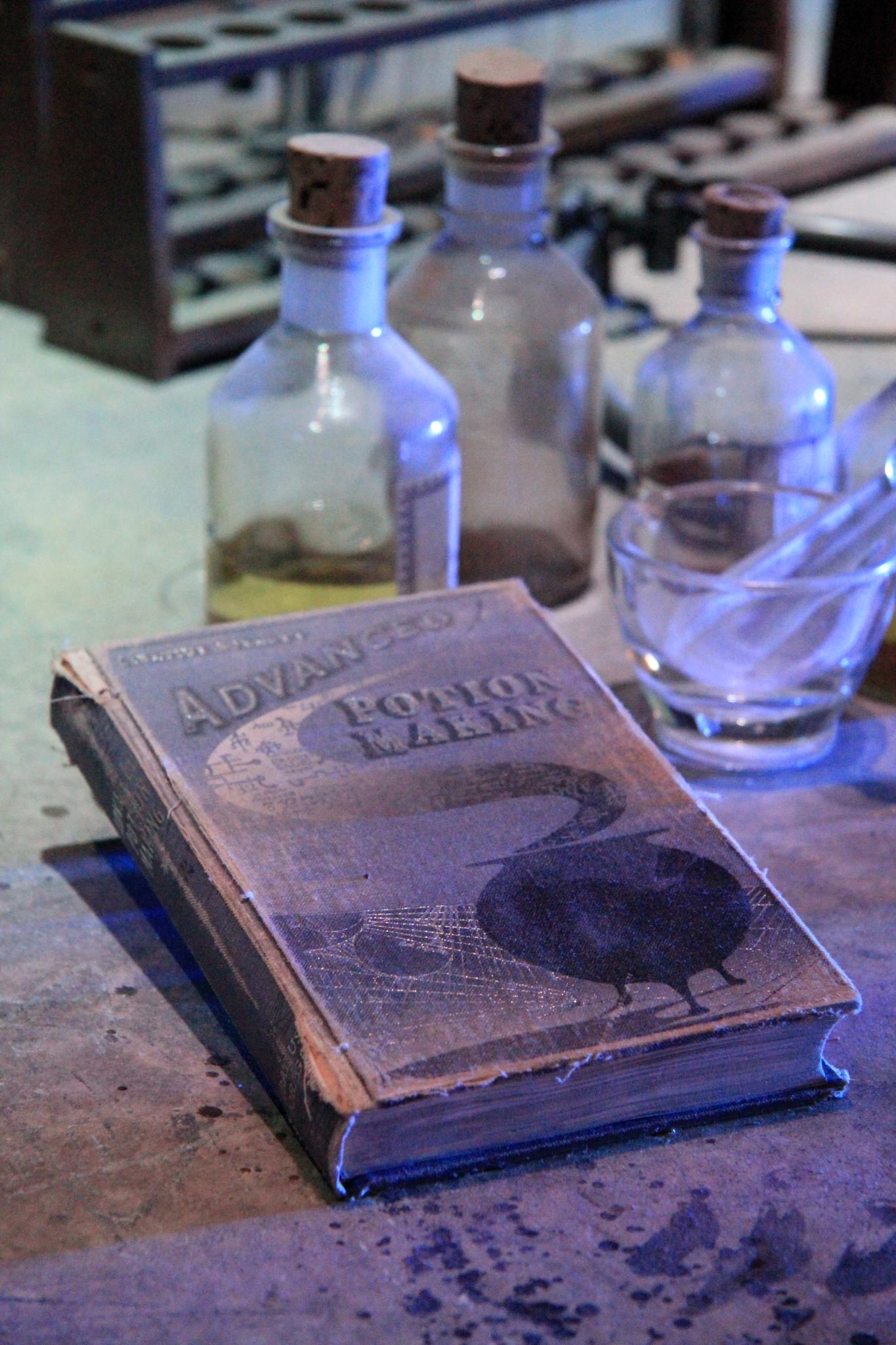
الكتاب المدرسي لمادة الجرعات

###### الدروس والامتحانات
في الملحمة، تم وصف العديد من الدروس. بعضها إلزامي من السنة الأولى من الدراسة، مثل الدفاع ضد فنون الظلام، الوصفات، علم النبات، إلخ. في نهاية السنة الثانية من الدراسة، يجب على الطلاب اختيار خيارين إضافيين على الأقل.
دروس إجبارية
- الفلك
- علم النبات
- تاريخ السحر
- التحويل
- الوصفات
- التعاويذ
- الطيران على المكنسة
- الدفاع ضد فنون الظلام

دروس إختيارية
- أريتمانسي
- التنبؤ
- دراسات العامة
- دراسة الرونية
- رعاية المخلوقات السحرية

خلال السنوات السبع التي قضاها هاري بوتر في هوجورتس، يتم تقديم امتحانين من قبل أكاديمية الممتحنين السحريين التابعة لوزارة السحر: («شهادة مستوى السحر العادي»، في السنة الخامسة)، و («شهادة مستوى السحر المتقدم»، في السنة السابعة والأخيرة).

###### المسار الدراسي
حيث يجب على كل طالب اتباع هذا المسار خلال سنوات دراسته في هوغوورتس:
1. السنة الأولى: الدفاع ضد فنون الظلام، التعاويذ، الوصفات السحرية، تاريخ السحر، علم النباتات والأعشاب، الفلك، التحويل
2. السنة الثانية: نفس مواد السنة الأولى
3. السنة الثالثة: نفس مواد السنة الأولى + اختيار مادتين فقط حسب الرغبة من بين: التنجيم أو التنبؤ، رعاية المخلوقات السحرية، دراسات عامة (الرموز القديمة والأرقام السحرية) إلا أن هيرميون غرينجر قد درست المواد الأضافية الأربعة بمساعدة محول الزمن. اختار هاري بوتر مادة «التنبؤ» و «رعاية المخلوقات السحرية».
4. السنة الرابعة: نفس مواد السنة الثالثة
5. السنة الخامسة: نفس مواد السنة الثالثة (أو الرابعة)، يخضع كل التلاميذ إلى امتحان هام في شهر حَزيرَان وهو امتحان المستوى السحر العام وهو الذي يحدد التخصص في السنة السادسة وطبيعة عملك بعد التخرج.
6. السنة السادسة: يحق لكل طالب اختيار أربع مواد (على الأقل) أو أكثر، شرط أن يكون قد حصل على العلامة التي اشترطها المعلمين. نيفيل لونغبوتوم لم تقبله الأستاذة مكجونجال لمتابعة مادة «التحويل» لأنه نجح في امتحان المستوى السحر العام بعلامة «مقبول» في حين أن الأستاذة ماكجونجال لا تقبل سوى التلاميذ الذين حصلوا على علامة «تخطى التصورات/صعب أن يتكرر». هاري بوتر لم يتابع المواد التالية في سنته السادسة:(الفلك، التنبؤ، رعاية المخلوقات السحرية، تاريخ السحر) بينما تابع المواد التالية والتي هي المشروطة ليصبح محارباً ضد السحر الأسود:(الدفاع ضد فنون الظلام، التحويل، التعاويذ، علم الأعشاب والنباتات، الوصفات السحرية)
7. السنة السابعة: نفس مواد السنة السادسة. يجتاز كل تلميذ امتحان «تراكم السحر بشكل مكثف ومتطلب» ويتقدم الناجحون إلى العمل بتقديم نتائجهم.

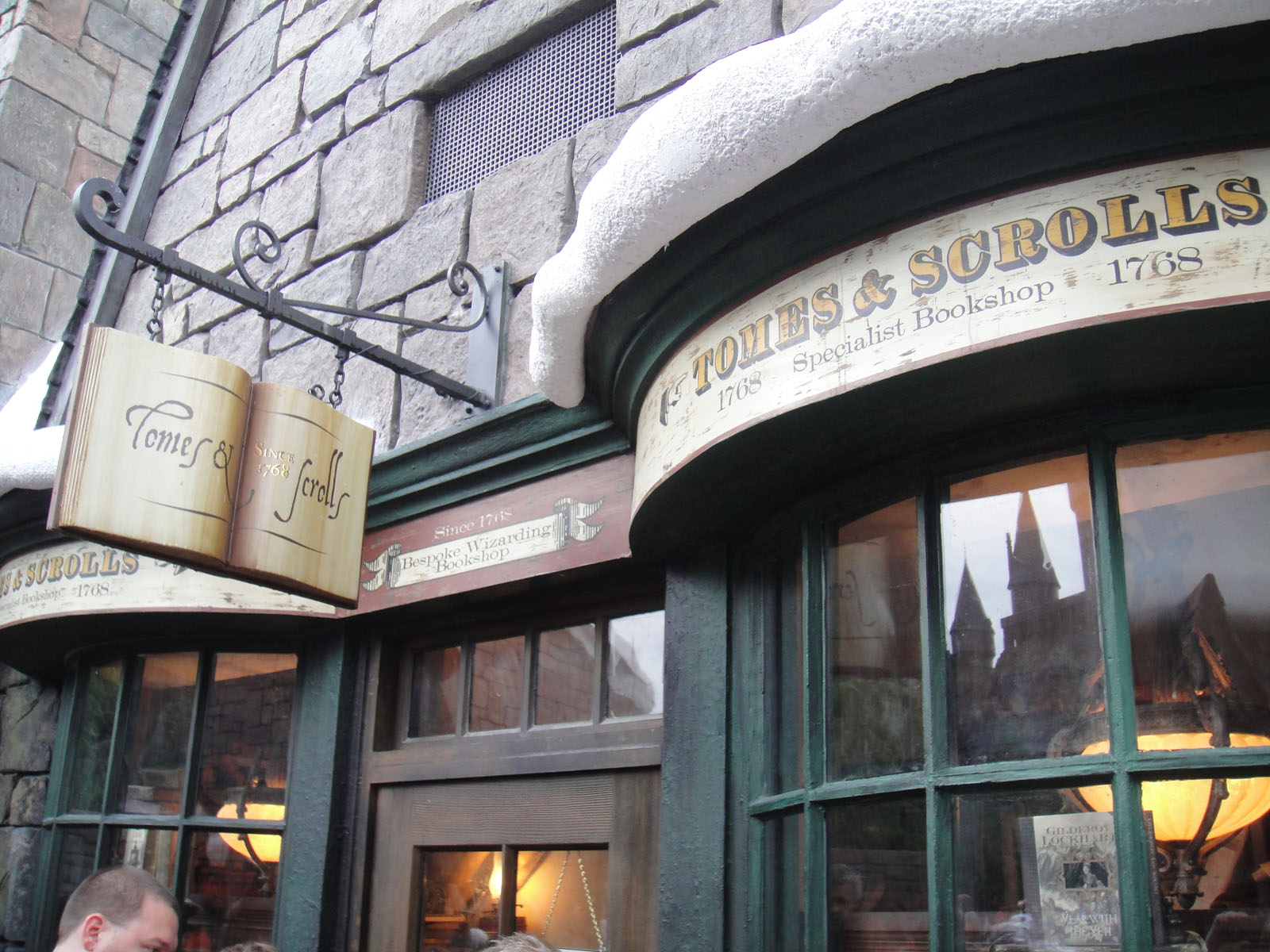
هوغسميد

###### الإجازات وعطلات نهاية الأسبوع
تم تنظيم العام الدراسي في هوجورتس بشكل مشابه للمدارس والكليات الأخرى «غير السحرية» في المملكة المتحدة، مع ثلاث فترات دراسية على مدار العام، تتخللها عطلات عيد الميلاد وعيد الفصح. يبدأ العام في 1 سبتمبر وينتهي خلال الإجازة الصيفية في نهاية يونيو لمدة ثمانية إلى تسعة أسابيع قبل بدء عام دراسي جديد. الطلاب لديهم خيار الإقامة في هوجورتس خلال عيد الميلاد وعطلة الربيع. أولئك الذين يختارون الإقامة في القصر ليس لديهم دروس إضافية ويمكنهم التجول بحرية حول المنشأة. خلال العطلة الشتوية، تتاح لهؤلاء الطلاب فرصة الاحتفال بعيد الميلاد مع المعلمين في القاعة الكبرى.
في بعض عطلات نهاية الأسبوع، يُسمح لطلاب السنة الثالثة وما فوق بالسير في قرية هوغسميد المجاورة بشرط أن يقدموا استمارة تفويض موقعة من أحد والديهم أو الوصي على الأقل. إنها فرصة لهم للاسترخاء والاستمتاع بالحانات والمطاعم والعديد من المتاجر في الموقع. تشمل الأماكن الشهيرة في هوغسميد متجر هونيداكس للحلوى ومتجر زونكو ومتاجر الملابس المختلفة والكوخ المسكون الذي يُشاع أنه أكثر المباني مسكونًا في بريطانيا العظمى. والحانات الشهيرة مثل مقهى المقشات الثلاث أو مقهى رأس الخنزير.

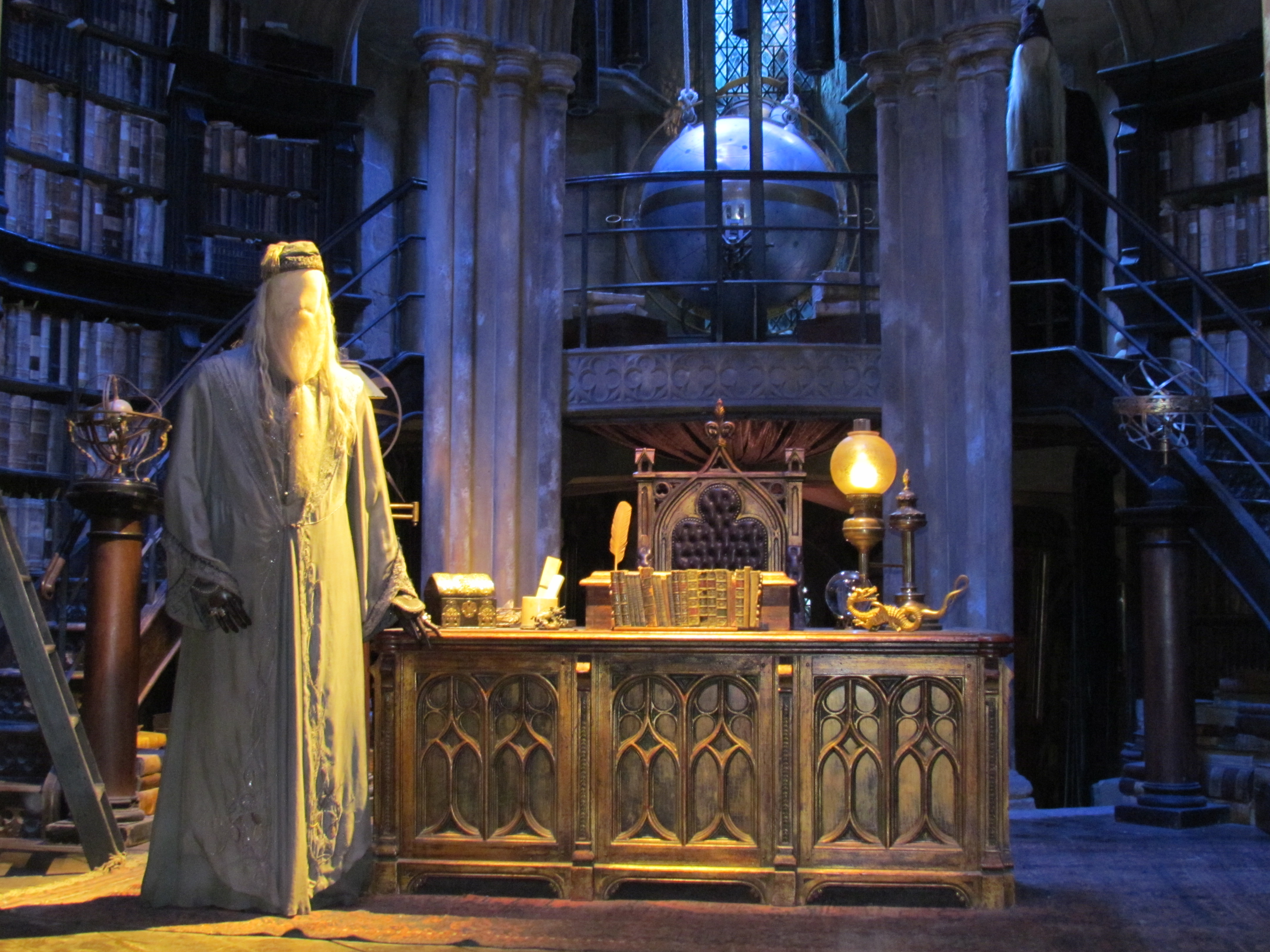
مكتب دمبلدور

###### طاقم المدرسة
من بين موظفي المدرسة، فإن الوظيفة الأبرز هي وظيفة المدير. أثناء تعليم هاري بوتر، كان يؤدي هذه الوظيفة بشكل أساسي ألبوس دمبلدور، حتى وفاته في الصف السادس.
يساعد المدير نائب المدير، وهي وظيفة يقوم بها في أغلب الأحيان مينيرفا مكجونجال. منصب مرموق آخر هو منصب مدير أحد المنازل. هذا هو الحال مع مكجونجال لـ جريفندور، كما هو الحال مع هذه الشخصيات الثلاثة الأخرى المتكررة: الأستاذة سبروت (هافلباف) والأستاذ فليتويك (رافنكلو) والأستاذ سناب (سليذرين). غالبًا ما يلعب هذا الأخير دورًا استشاريًا للمدير.
يتم تدريس الفصول من قبل المعلمين. معظمهم من السحرة، ولكن في بعض الأحيان يمكن أن يشغل هذا المنصب القنطورأو الشبح. يتم تجنيدهم من قبل المدير، والذي يمكنه أيضًا فصلهم، كما تظهر حالة دولوريس أمبريدج. من المعروف أن منصب مدرس الدفاع ضد فنون الظلام كان «ملعونًا» منذ رفض دمبلدور تعيين توم ريدل. منذ ذلك الحين، في هذا الموضوع، تابع المعلمون بعضهم البعض وظلوا في مناصبهم لمدة عام واحد فقط. تنحسر هذه اللعنة بعد هزيمة فولدمورت.
يوضح الجدول التالي فقط الأساتذة المناوبين في هوجورتس أثناء الأحداث الكبرى الموصوفة في روايات هاري بوتر بين سبتمبر 1991 ويونيو 1996، والتي تم وصف دروسهم:
| المادة الدراسية         | الأستاذ |
| ----------------------- | --- |
| الفلك                   | الأستاذة سينيسترا |
| علم النبات              | الأستاذة سبروت |
| الدفاع ضد فنون الظلام   | الأستاذ كيريل (السنة 1) الأستاذ لوكهارت (السنة الثانية) الأستاذ لوبين (السنة الثالثة) الأستاذ مودي (السنة 4) الأستاذة أومبراج (السنة 5) الأستاذ سناب (السنة 6) |
| عرافة                   | الأستاذة تريلاوني الأستاذ فيرنز (قنطور) |
| تاريخ السحر             | الأستاذ بينس (شبح) |
| التحويل                 | الأستاذة مكجونجال |
| الجرعات                 | الأستاذ سناب (من 1 إلى 5 سنوات) الأستاذ سلوغورن (من سنة 6) |
| رعاية المخلوقات السحرية | الأستاذ هاجريد |
| التعويذات               | الأستاذ فليتويك |
| الطيران على المكنسة     | الأستاذة هوش |

ومن بين الموظفين الآخرين في الفترة بين سبتمبر 1991 ويونيو 1996 الحارس هاغريد، والسيد فليتش، وأمينة المكتبة السيدة بانس والممرضة مدام بومفري. جن المنازل هم المسؤولون عن التنظيف والطبخ.

###### المقيمون الدائمون
- روبياس هاجريد
- أرغوس فليتش
- سيبيل تريلاوني
- فيرنز (قنطور)
- بيفز (شبح)
- نيك شبه مقطوع الرأس (شبح)
- البارون الدموي (شبح)
- السيدة الرمادية (شبح)
- فريار البدين (شبح)
- ميرتل النائحة (شبح)

#### التجمعات المؤقتة

##### جيش دمبلدور
جيش دمبلدور هو منظمة سرية أسسها هاري بوتر، بناءًا على فكرة هيرميون غرينجر، لتعليم رفاقه كيفية التعامل مع المواقف الأكثر خطورة في الدفاع ضد فنون الظلام. ومواجهة سياسات وزارة السحر وتدريس دولوريس أمبريدج.

##### نادي سلاغ
«نادي سلاغ» هو نادٍ تم تشكيله في هوجورتس من قبل هوراس سلوغورن، مرتين، عندما كان مدرسًا للجرعات. يختار هوراس سلوغورن أعضائه من بين الطلاب الواعدين أو المشاهير أو الأطفال المشهورين أو حتى أطفال طلابه السابقين المفضلين، وينظم الحفلات والعشاء والأمسيات معهم بهدف إنشاء اتصالات. شارك في الماضي: محرر صحيفة جريدة السحرة اليومية، وقائد فريق الكويدتش جوينوج جونز، ورئيس قسم صناعة الحلويات هونيداكس، وليلي إيفانز، ورودولفوس ليسترينج، ولوسيوس مالفوي، وتوم ريدل. في هاري بوتر والأمير الهجين، قام هوراس سلوغورن بتجنيد (من بين آخرين) هاري بوتر وكورماك ماكلاغن وبليز زابيني وجيني ويزلي وهيرميون غرينجر أو ماركوس بيلبي.

##### عصابة النهابين الأربعة
اللصوص هم أربعة طلاب من جريفندور قاموا بإنشاء خريطة المارودور في السبعينيات. وتألفت المجموعة بعد ذلك من «موني» (ريموس لوبين) و«وورمتيل» (بيتر بيتيغرو) و«بادفوت» (سيرياس بلاك) و «برونجز» (جيمس بوتر). من أجل التمكن من الحفاظ على رفقة ريموس لوبين دون مخاطر، أُجبر على عزل نفسه عن الطلاب الآخرين مرة واحدة في الشهر بسبب كونه مستذئبًا، اكتسب اللصوص الثلاثة الآخرون بشكل غير قانوني القدرة على التحول إلى حيوانات (أنيماغي) أثناء دراستهمدون علم الأستاذ دمبلدور. طور الأصدقاء الأربعة خريطة المارودور بين الصفين الخامس والسابع، من أجل تحديد موقع كل شخص في الوقت الفعلي على خريطة مفصلة لهوجورتس والمناطق المحيطة بها.
يتعرف هاري بوتر على المجموعة في هاري بوتر وسجين أزكابان، ويرث خريطة مارودر التي قدمها له التوأمان ويزلي بعد سرقتها من مكتب أرغوس فيلتش.

### الأحداث والأنشطة الشبه مدرسية

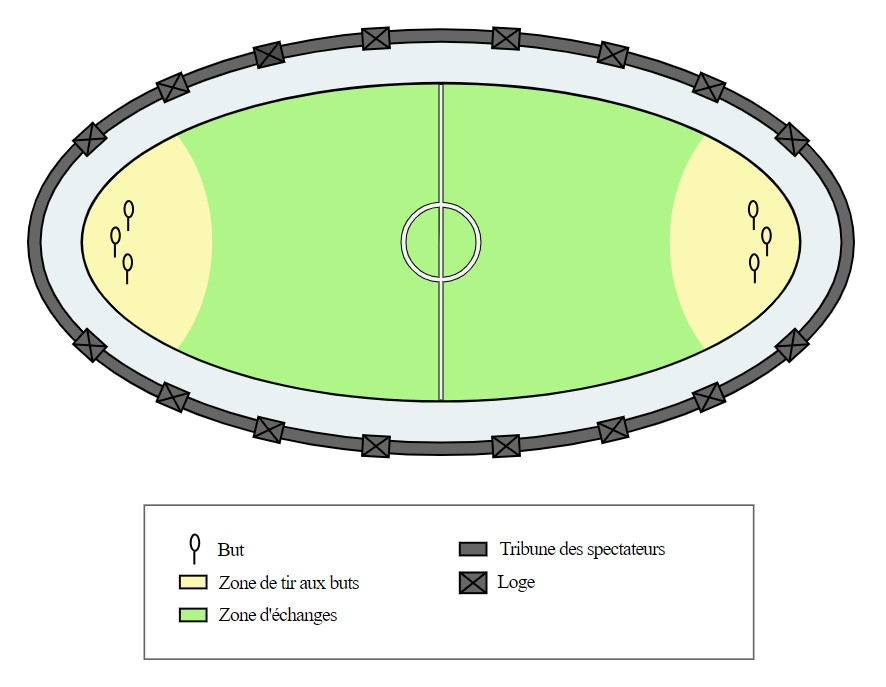
ملعب الكوديتش

#### مبارياتالكويدتش
كل عام في هوجورتس، يتم تنظيم بطولة كويدتش بين المنازل الأربعة. يتم لعب ست مباريات خلال العام (باستثناء العام الرابع لهاري، بسبب بطولة السحرة الثلاثة). المنزل الذي يفوز بأكبر عدد من المباريات يفوز بكأس الكويدتش ويجلب المزيد من النقاط إلى منزله في كأس المنازل الأربعة في نهاية العام.

#### بطولة السحرة الثلاثة
هذه البطولة هي حدث يقام في هوجورتس خلال السنة الدراسية الرابعة لهاري بوتر. يسمح للأبطال المختارين (فوق 17 عامًا) بقياس مواهبهم من خلال مواجهتهم لأبطال مدارس السحر الأوروبية المرموقة الأخرى. المدارس المشاركة خارج هوجورتس هي أكاديمية بوباتون (فرنسا) ومعهد درمسترانغ (أوروبا الشرقية).

## الإقتباسات السينمائية

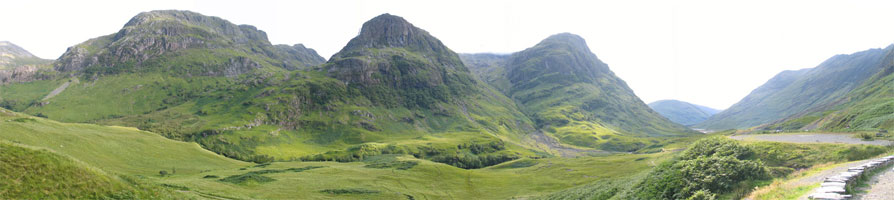
تلال غلين كو، اسكتلندا، بمثابة خلفية لهوجورتس من فيلم هاري بوتر وسجين أزكابان.

لتصور الهندسة المعمارية للقلعة، أراد ستيوارت كرايغ، مصمم إنتاج أفلام هاري بوتر (2001-2011) والوحوش المذهلة (منذ عام 2016)، تجنب إنشاء مكان يشبه القلعة الخيالية، وفضَّل إعطاء مظهر قوي ومقاوم يعطي الانطباع بأنه راسخ في الواقع. وفقًا لكريغ، لا بد أن هوجورتس بدت وكأنها مدرسة إنجليزية خاصة. لذلك كان مهتمًا في البداية بالكاتدرائيات الإنجليزية العظيمة، وكذلك في أقدم مدرستين في إنجلترا، استجابة للطراز القوطي الأوروبي: جامعات أكسفورد وكامبريدج، مدركًا أن هناك في الواقع، عدد قليل جدًا من المباني القديمة مثل المدرسة الموصوفة في الروايات.

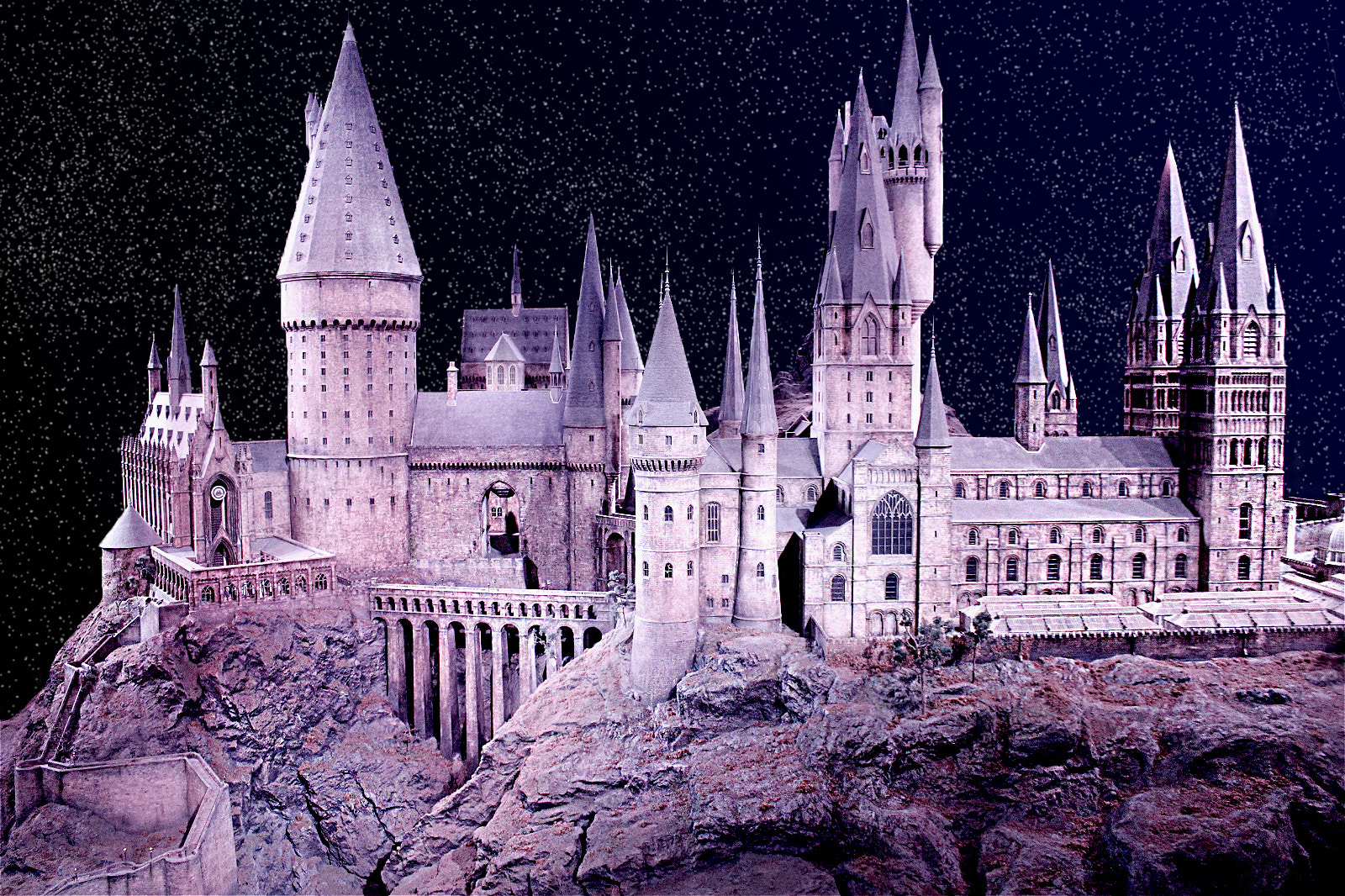
نموذج هوجورتس صنع في استوديوهات هاري بوتر.

بدأ إنتاج أول تعديلات أفلام هاري بوتر عندما تم نشر أول روايتين فقط. على مدار أفلام هاري بوتر الثمانية، تطورت الصورة الظلية للمدرسة والمناظر الطبيعية التي تقع فيها لتتوافق بشكل أفضل مع احتياجات القصة، وأحيانًا على حساب الاتساق، كما يدرك ستيوارت كريج. اضطر الفريق إلى نقل بعض الأماكن، مثل توسيع أو إزالة أماكن أخرى. الفيلم الأكثر لفتًا للنظر من حيث التغيير الجمالي الخارجي هو على الأرجح هاري بوتر وسجين أزكابان، حيث انتقل الفريق بشكل ملحوظ إلى تلال غلين كو في اسكتلندا برغبة كريج وأضيف إلى هوجورتس العديد من العناصر مثل برج الساعة مع فنائه والجسر الكبير المسقوف ودائرة من الحجارة بنيت في الموقع، في الطريق إلى كوخ هاجريد. كما تم العثور عليها بعيدًا عن القلعة.
تم اختيار قلعة ألنويك وكاتدرائية غلوسترشير كموقعين لتصوير بعض المشاهد من فيلم هاري بوتر وحجر الفلاسفة. تم تصوير الممرات في الممرات وساحة التجلي وبعض الفصول الدراسية في كاتدرائية دورهام، وكذلك في دير لاكوك لمشاهد الوحوش المذهلة. تم تصميم بعض المجموعات أيضًا في استوديوهات ليفيسدن للأفلام التابعة لشركة وارنر برذرز في لندن، مثل بعض الغرف الداخلية: الغرفة الكبيرة أو الغرفة المشتركة لجريفندور. للحصول على لمحات عامة عن القلعة، لا سيما عندما لمحت هوجورتس لأول مرة (في مشهد وصول القارب من الفيلم الأول)، تم إعادة إنشاء المبنى بالكامل رقميًا، إنطلاقا من نموذج كبير مفصل للغاية، عرضه حوالي 25 مترًا، تم إنتاجه في الاستوديو.